# Biserica de lemn din Brătești

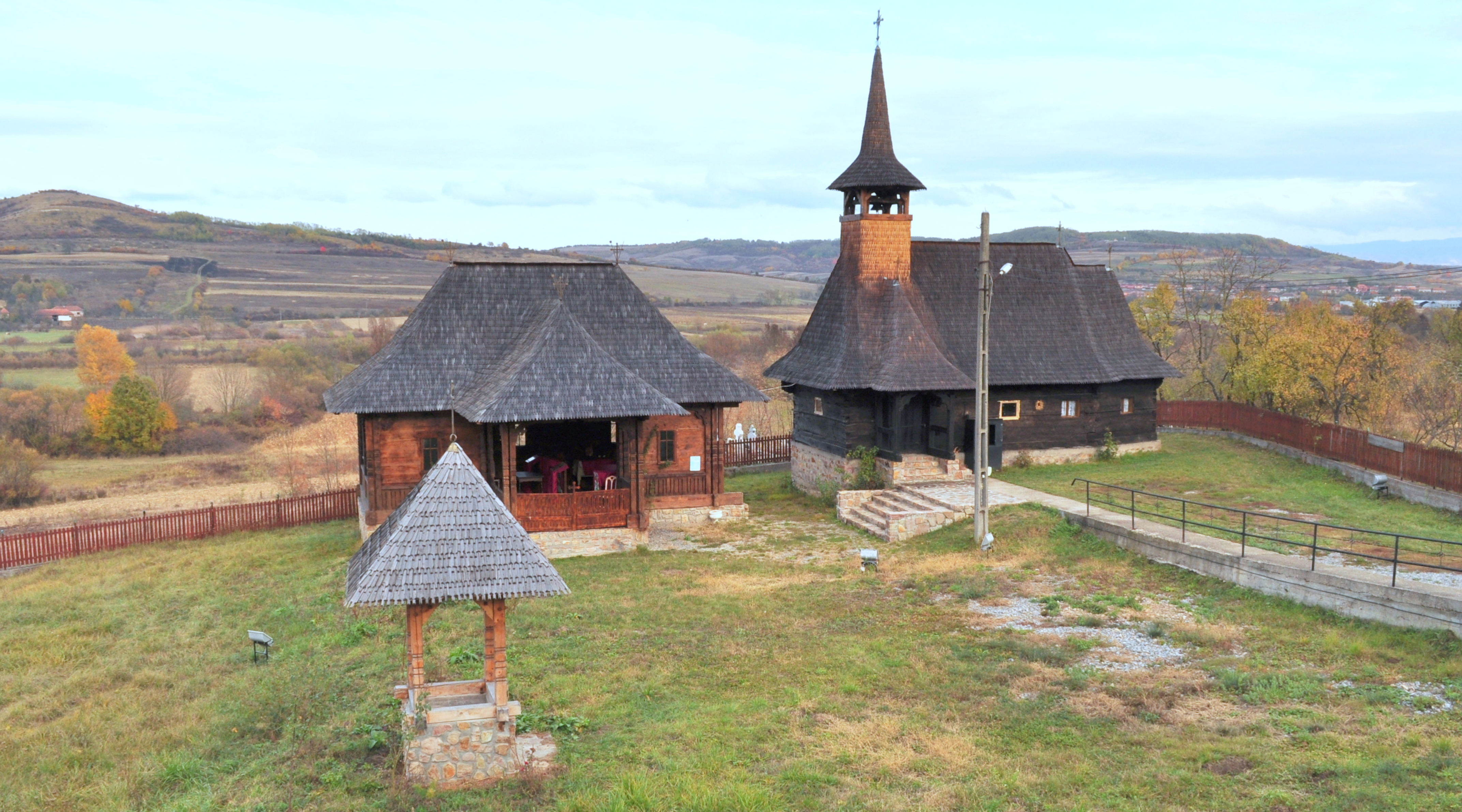
Biserica de lemn din Brăteşti, comuna Răbăgani, județul Bihor, foto: octombrie 2011.

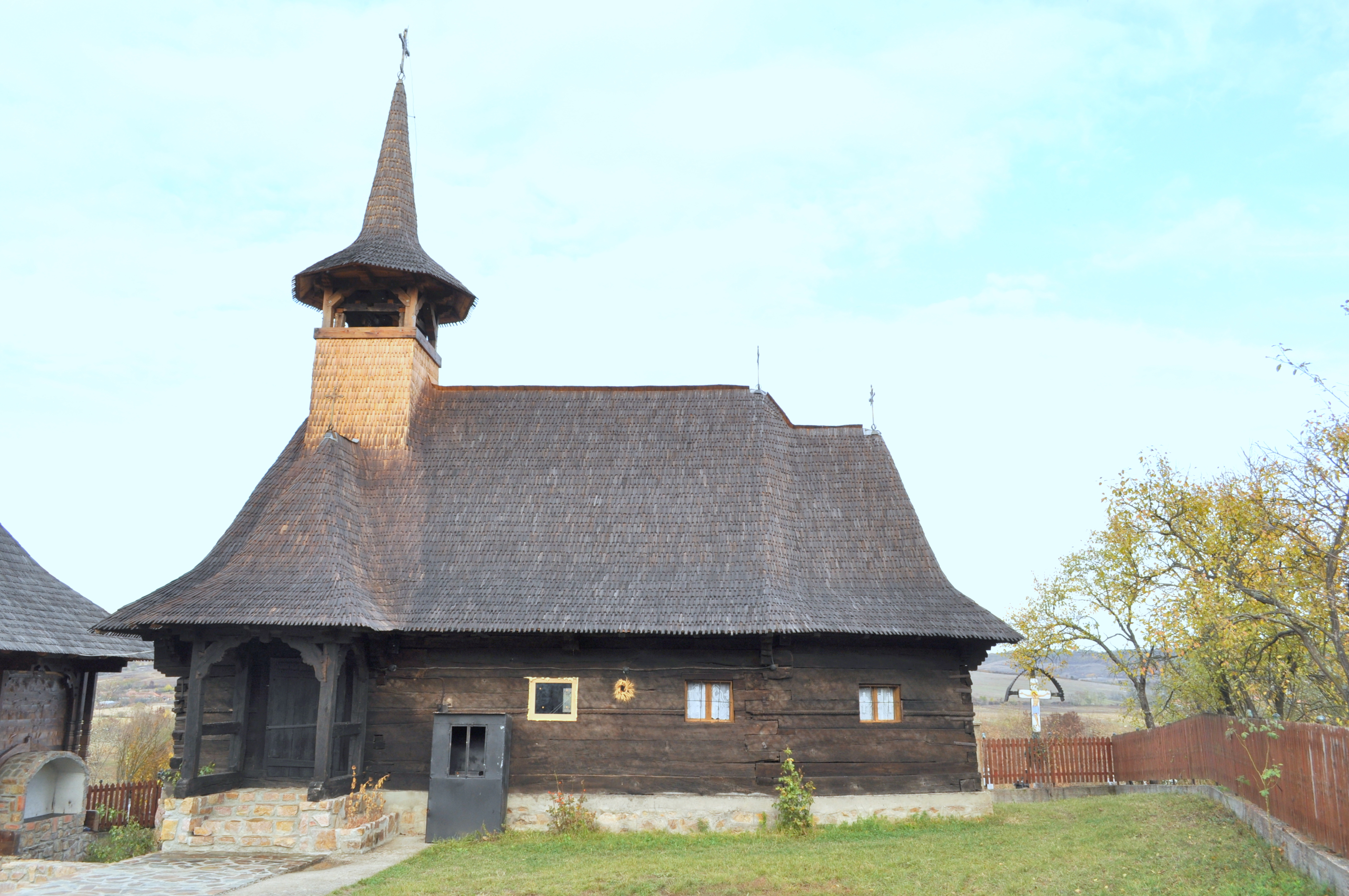
Biserica de lemn din Brăteşti, comuna Răbăgani, județul Bihor, foto: octombrie 2011.

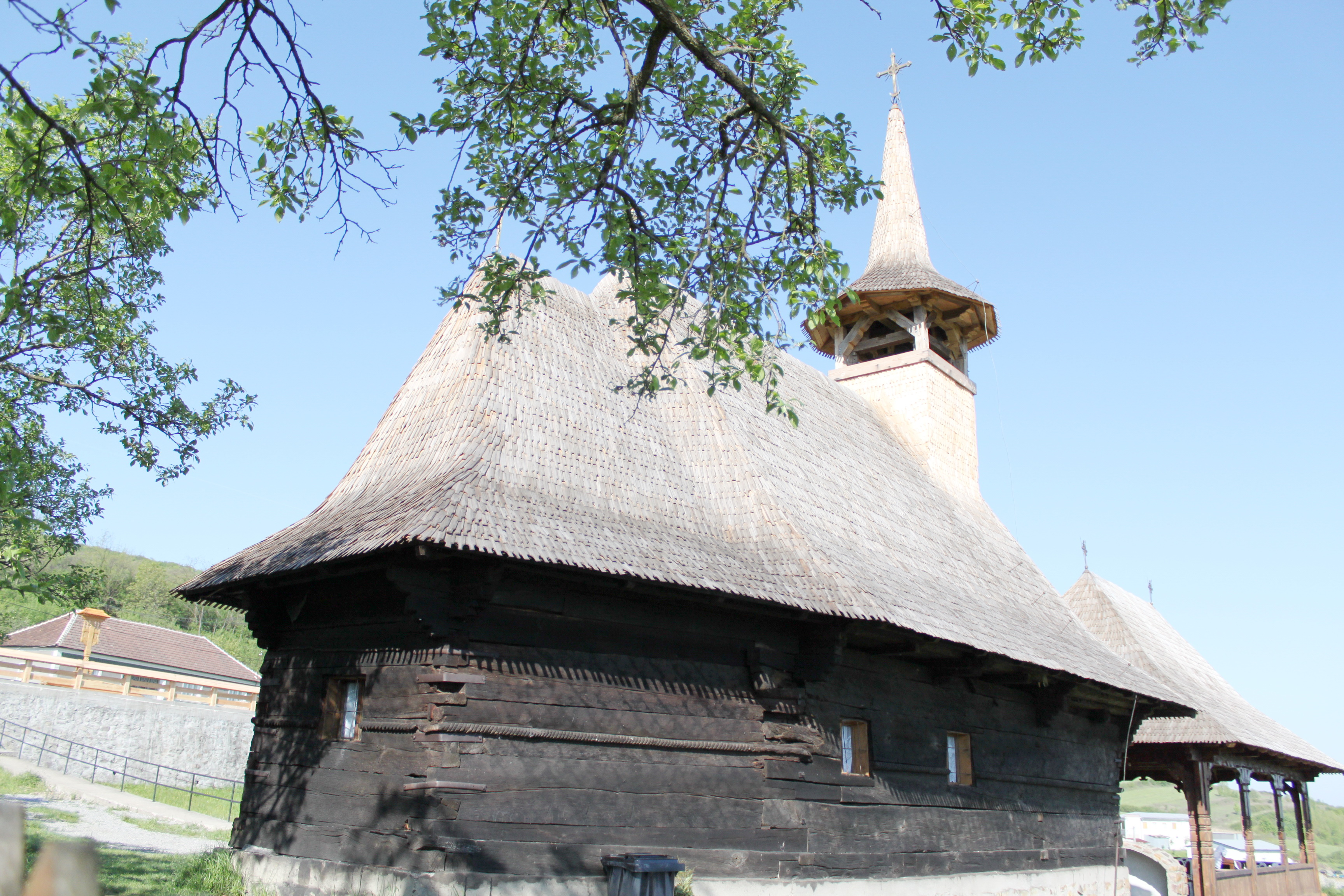
Biserica de lemn din Brăteşti, comuna Răbăgani, județul Bihor, foto: aprilie 2010

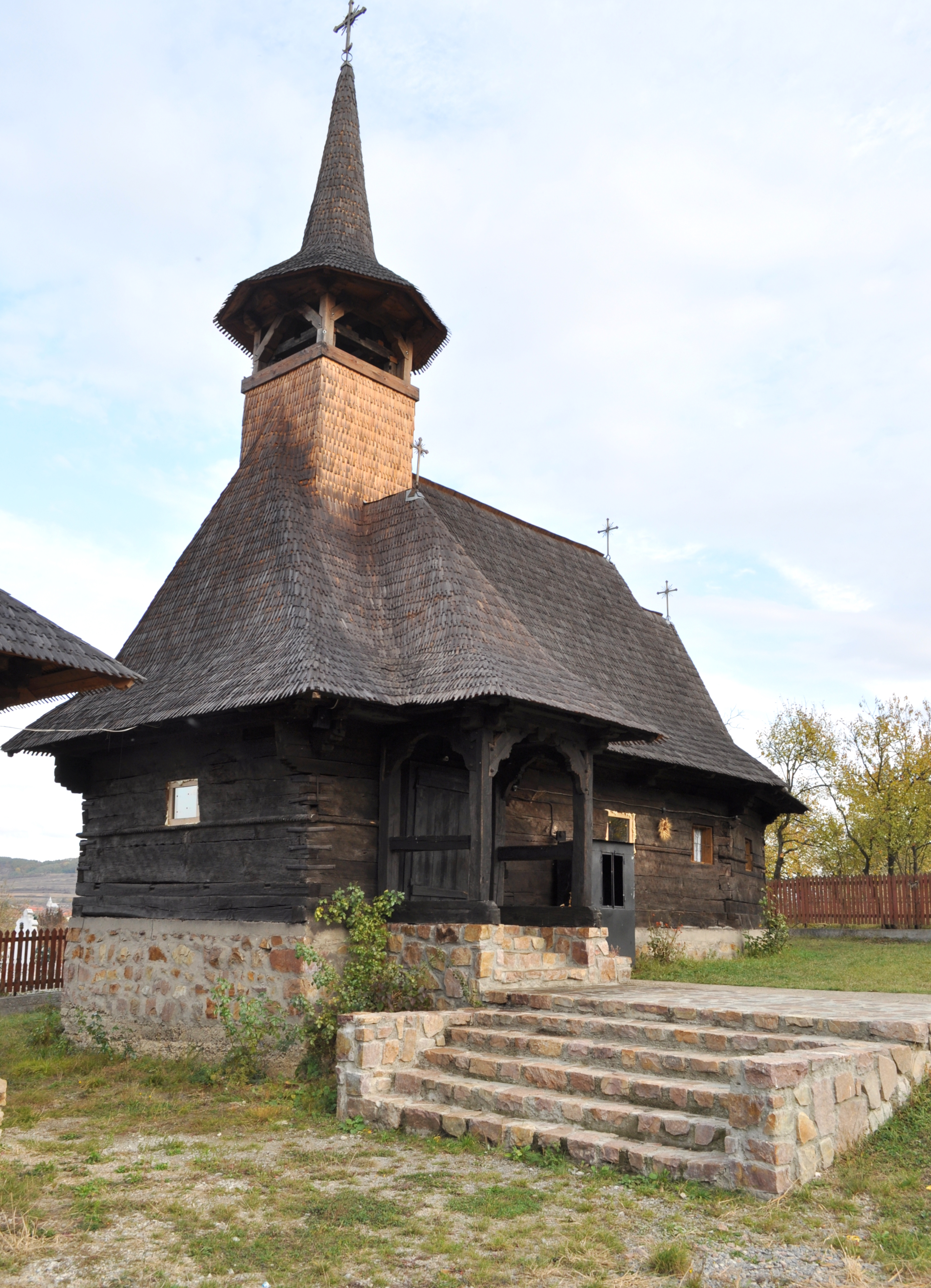
Biserica (sud-vest)

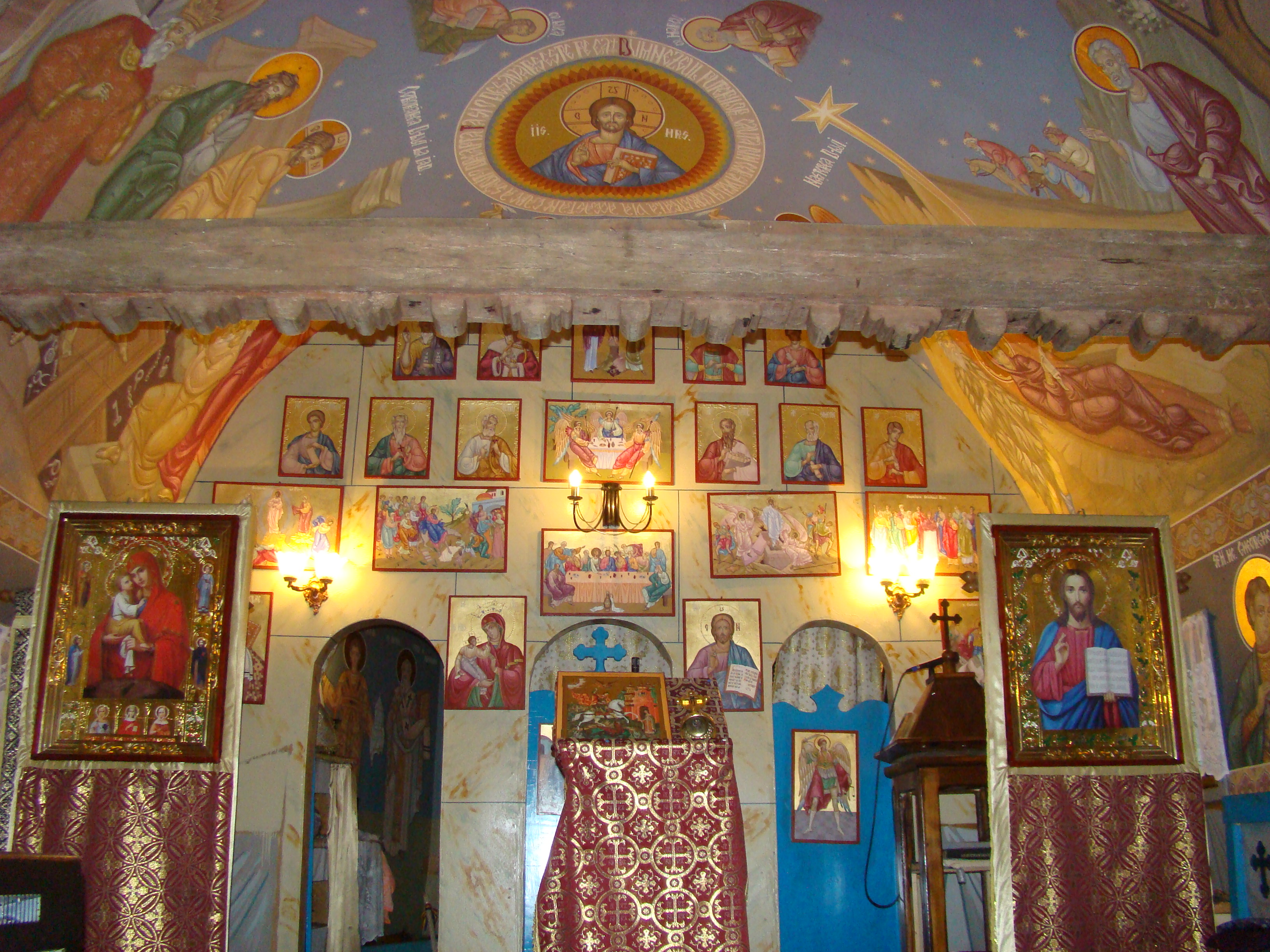
Interiorul navei

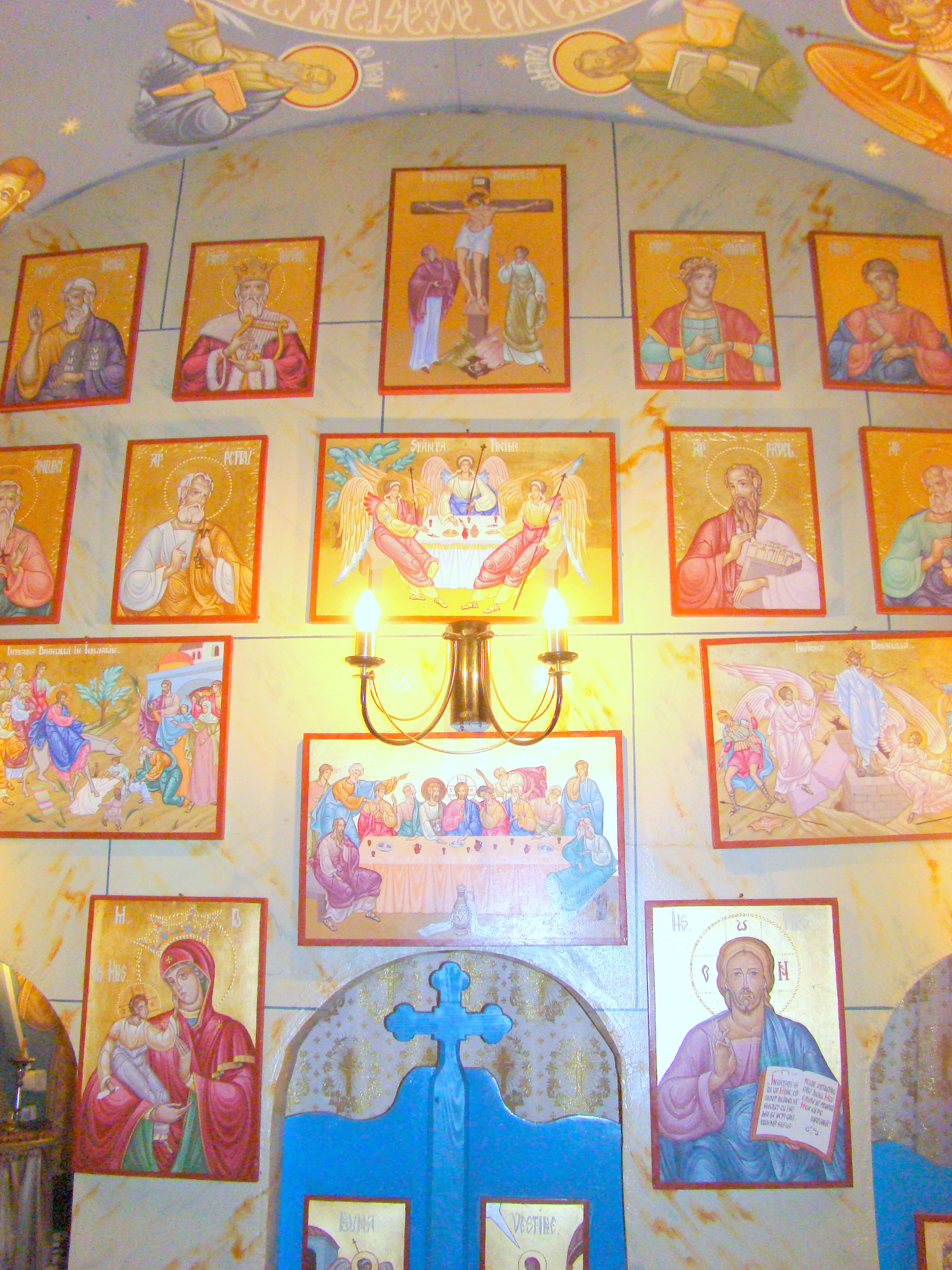
Iconostasul

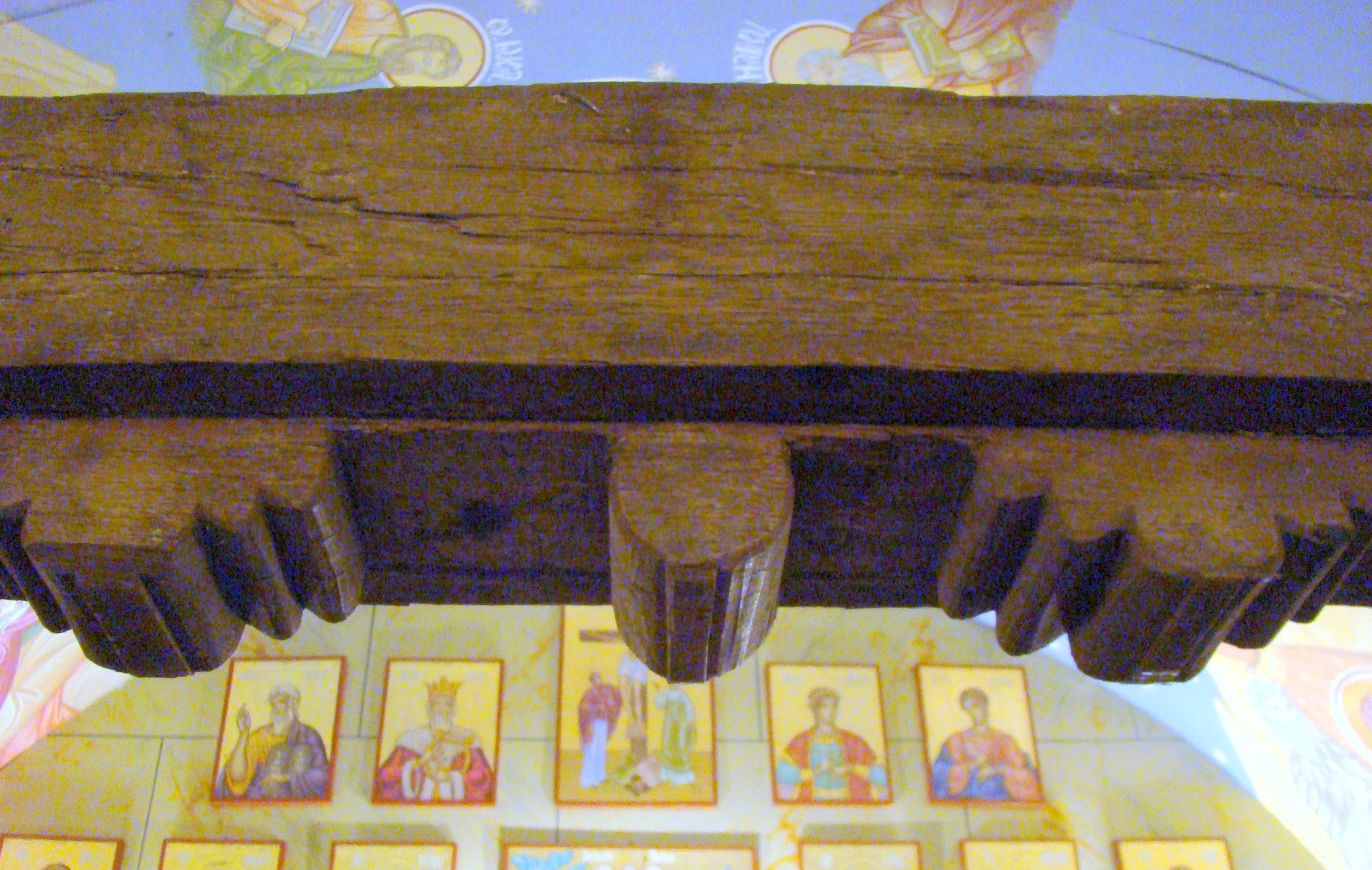
Grinda-tirant

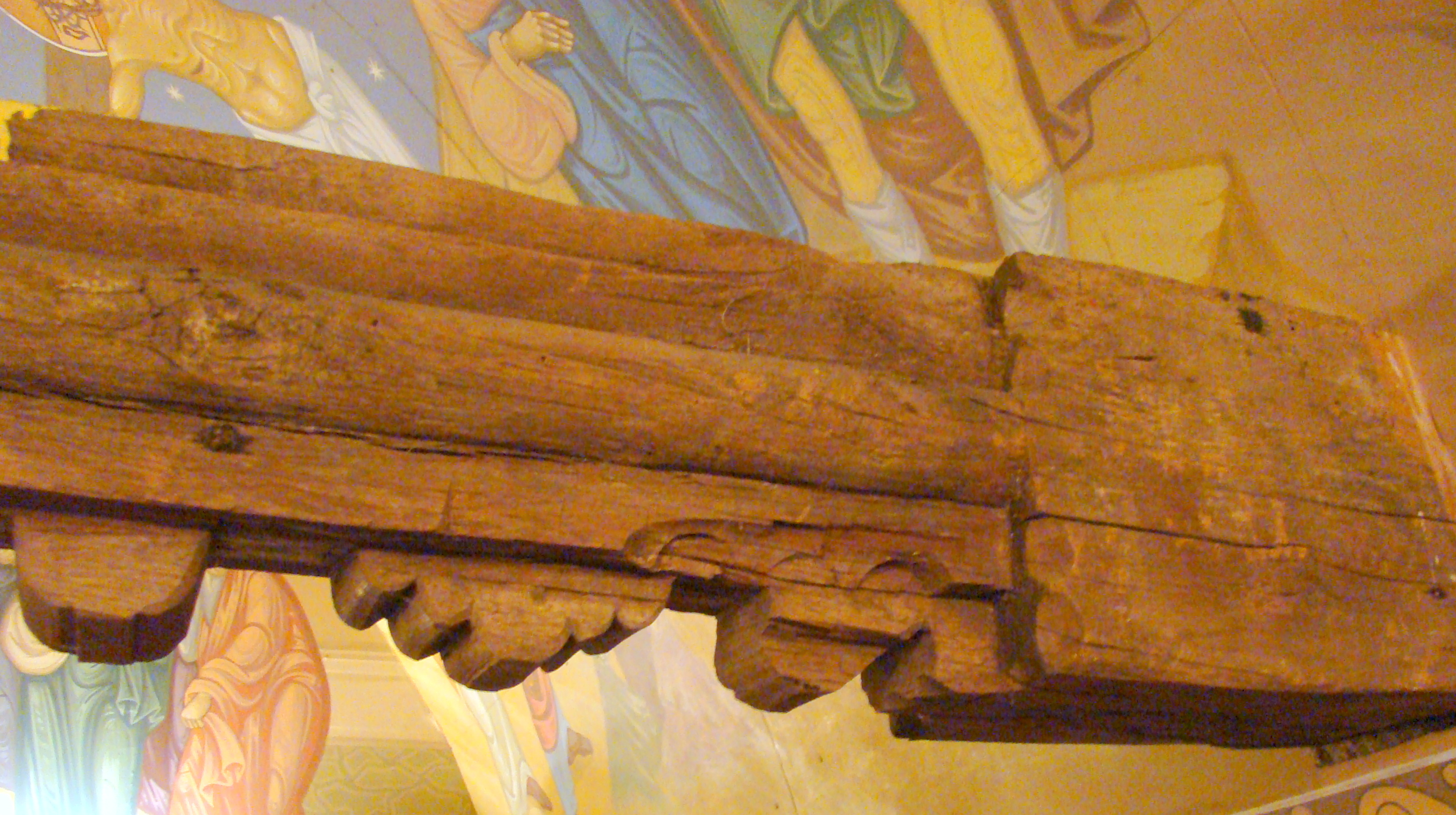
Grinda-tirant

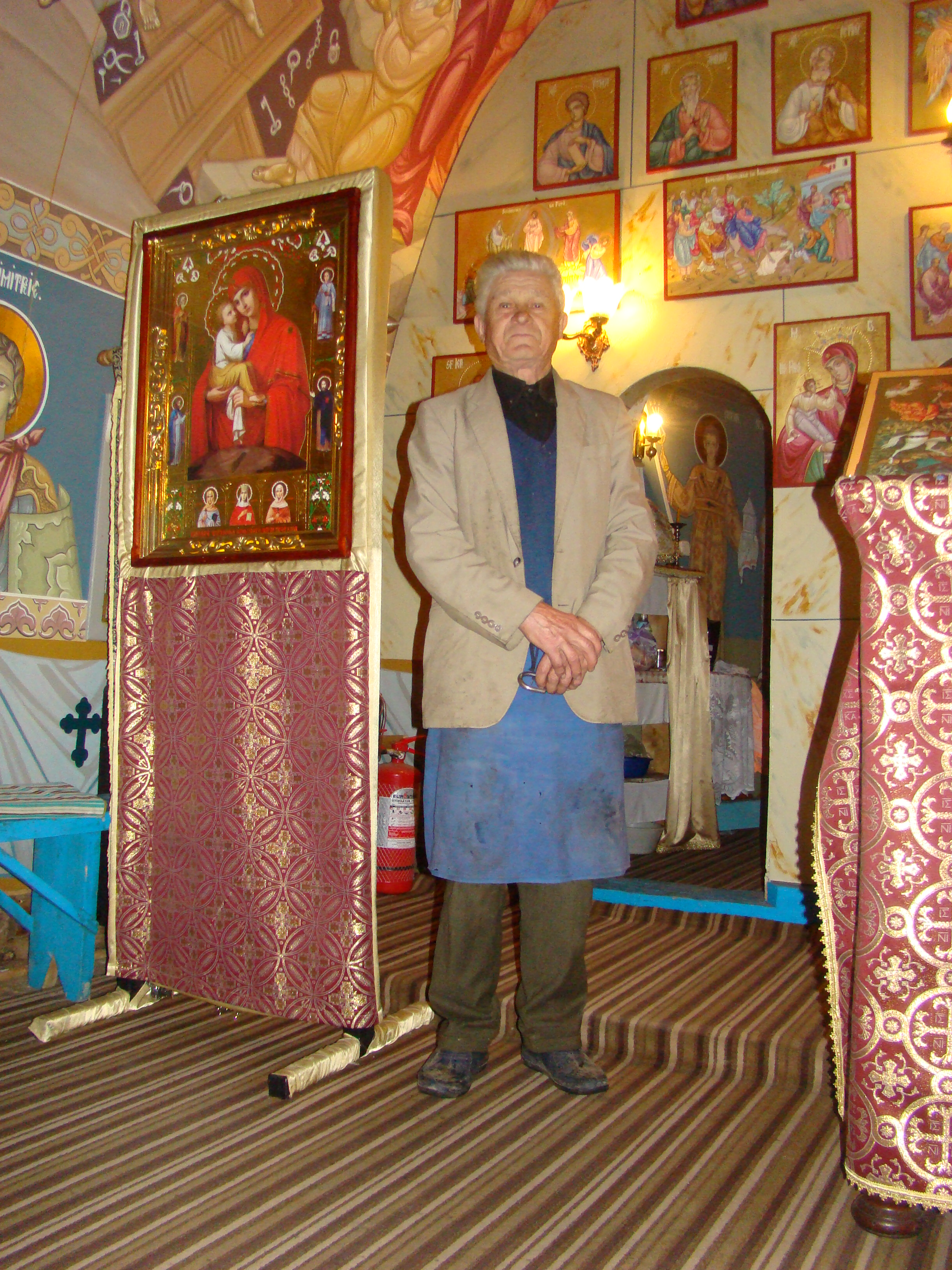
Sfătul

Biserica de lemn din Brătești, originară din satul bihorean Sitani, a fost vândută locuitorilor din Brătești, fiind supusă ulterior mai multor intervenții. Dintre acestea cea mai gravă a vizat modificarea învelitorii și a șarpantei. 
În anul 2009, la cererea Parohiei Ortodoxe Brătești, arhitectul orădean Cristian Pușcaș execută proiectul de restaurare a lăcașului de cult, în urma căruia se aduc schimbări la nivelui șarpantei și învelitorii, modificându-se forma și materialele acestora. Prin procesul de restaurare s-a revenit la imaginea inițială a lăcașului de cult.

## Istoric și trăsături
În anul 1942 s-a sfințit biserica de cărămidă din Sitani, așa încât biserica de lemn a fost treptat lăsată în părăsire. Aflându-se în mijlocul cimitirului, o vreme a fost îngrijită, dar pe măsură ce anii au trecut a fost complet dată uitării, nemaiîndeplinind nici funcția funerară. 
Pe grinda orizontală a ancadramentului ușii de la naos cu greu se mai putea descifra o inscripție de unde rezulta: „Aceasta să să știe, Ani lui Hs. 1738, în luna făuraru în 14 zile...Meșteru Nicolae...Vlădicu Isaia, șpanu Sandru, Avram protopop din Ceișoara...” În anul 1756 preotul Mihai din localitate arăta că biserica a fost construită din contribuția tuturor locuitorilor din Sitani.
Preotul Ioan Cristea a întocmit în anul 1905 Cronica bisericii din Sitani, manuscris ce se păstrează în arhivele Episcopiei Ortodoxe Române din Oradea. Din cronica respectivă pot fi citate următoarele date foarte interesante atât din punct de vedere istoric, cât și etnologic: „Biserica s-a edificat în anul 1938 și se află în stare mediocră. S-a întemeiat prin chitorul Mihaiu Vinter. Biserica s-au sfințit în 1739, 16 februarie, aceste litere se află tăiete în lemn deasupra ușii, cu litere cirile...Popa Flore care a fost cantor bisericesc 64 de ani, fiind în etate de 96 de ani povestea că poporul din Sitani mergea la biserică în Câmpani (de Pomezeu) după spusele moșului său, Dumitru Popa, care la zece ani după sfințirea bisericii au urmat ca preotul Sitanilor.  În vremea când la Sitani nu erau decât 54 de numere de casă și 700 de suflete „pământul de azi au fost mai mult cu pădure decât lucrătoriu. Aceste le-au scris Dumitru Popa Puiu, fiind atunci cantorul bisericii în comuna Sitani, 1831.” Din aceeași cronică mai rezultă  că la 1859 învățător în sat era cantorul bisericii, care învăța pe elevi în casa proprie până la 1870, când s-a edificat un local de școală. 
Însemnările cronicii explică de ce biserica a rămas în afara satului, la liziera pădurii. Odinioară acolo erau și casele, dar operația administrativă de aliniere a satelor, a modificat înfățișarea acestei așezări, ale cărei gospodării se înșiră azi pe o uliță lungă, așa cum cereau cunoscutele ordine împărătești ale veacurilor al XVIII-lea și al XIX-lea.
Pictura veche a bisericii (distrusă din cauza apei strecurată prin acoperișul cu învelitoarea rămasă șubredă multă vreme) data din anul 1863 și a fost opera unui zugrav ce se pare că a pictat și biserica din satul învecinat Vălani de Pomezeu, cu care se aseamănă foarte mult. 
Arcul-dublou și grinda-tirant sunt frumos împodobite cu crestături de formă lobată. Cu toate modificările ulterioare, portalul prezintă un interes artistic destul de mare. Brâul median care înconjoară biserica, și care fusese acoperit de stratul de tencuială adăugat în 1918, poate fi din nou admirat odată cu reconstrucția și restaurarea monumentului în localitatea Brătești.  Odată cu mutarea ei în Brătești, biserica a primit și un nou veșmânt pictural.

## Imagini din exterior

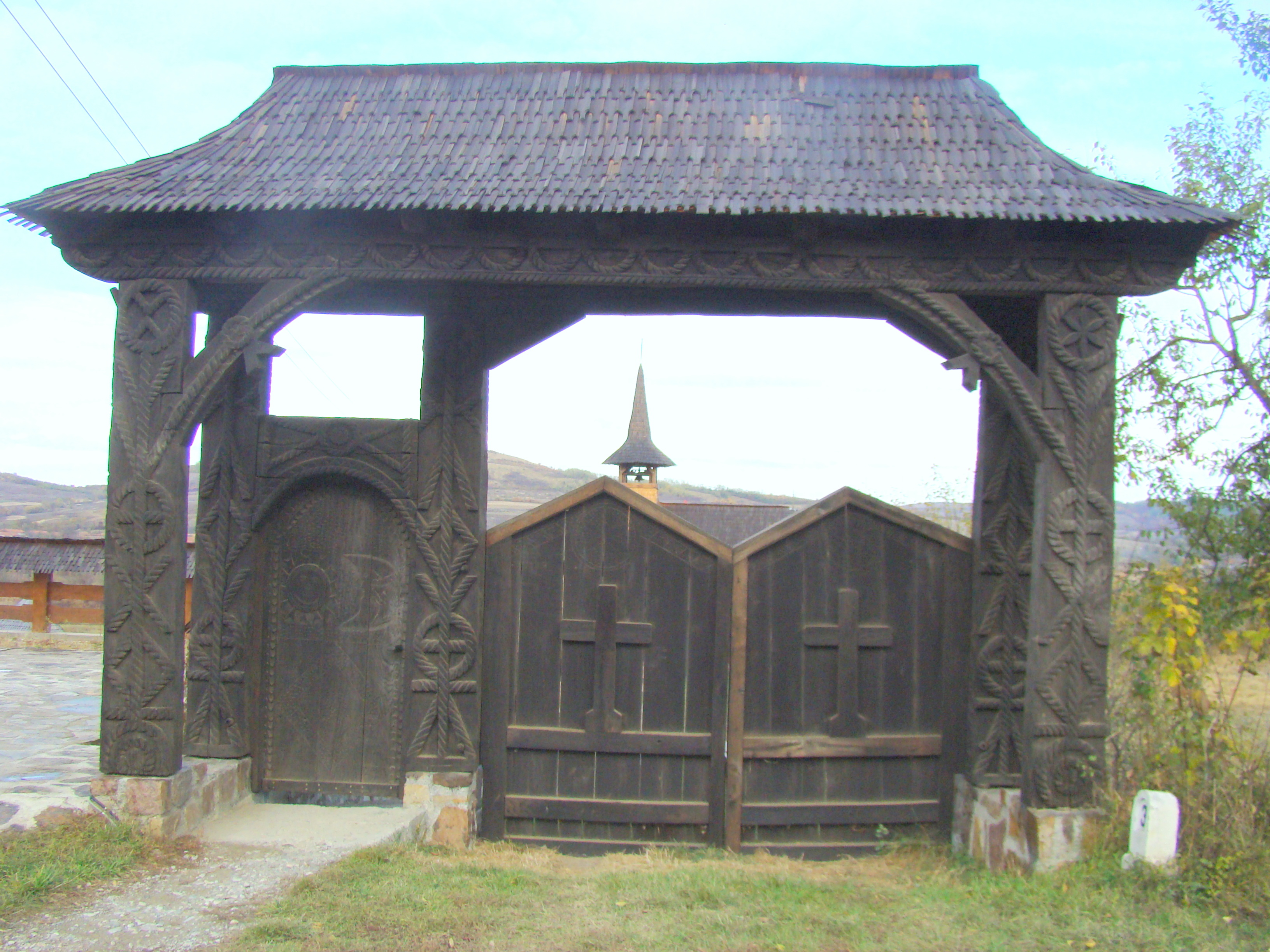
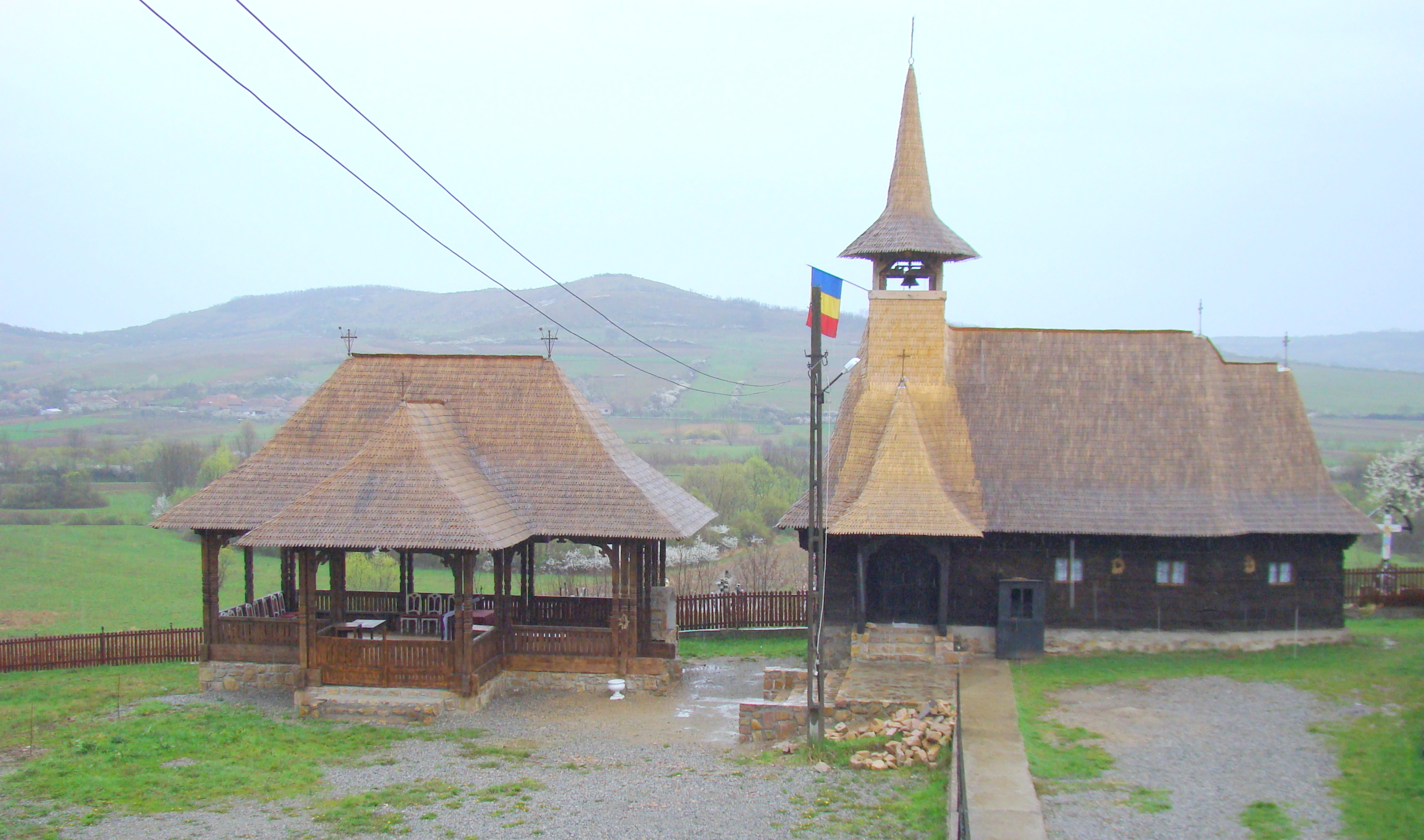
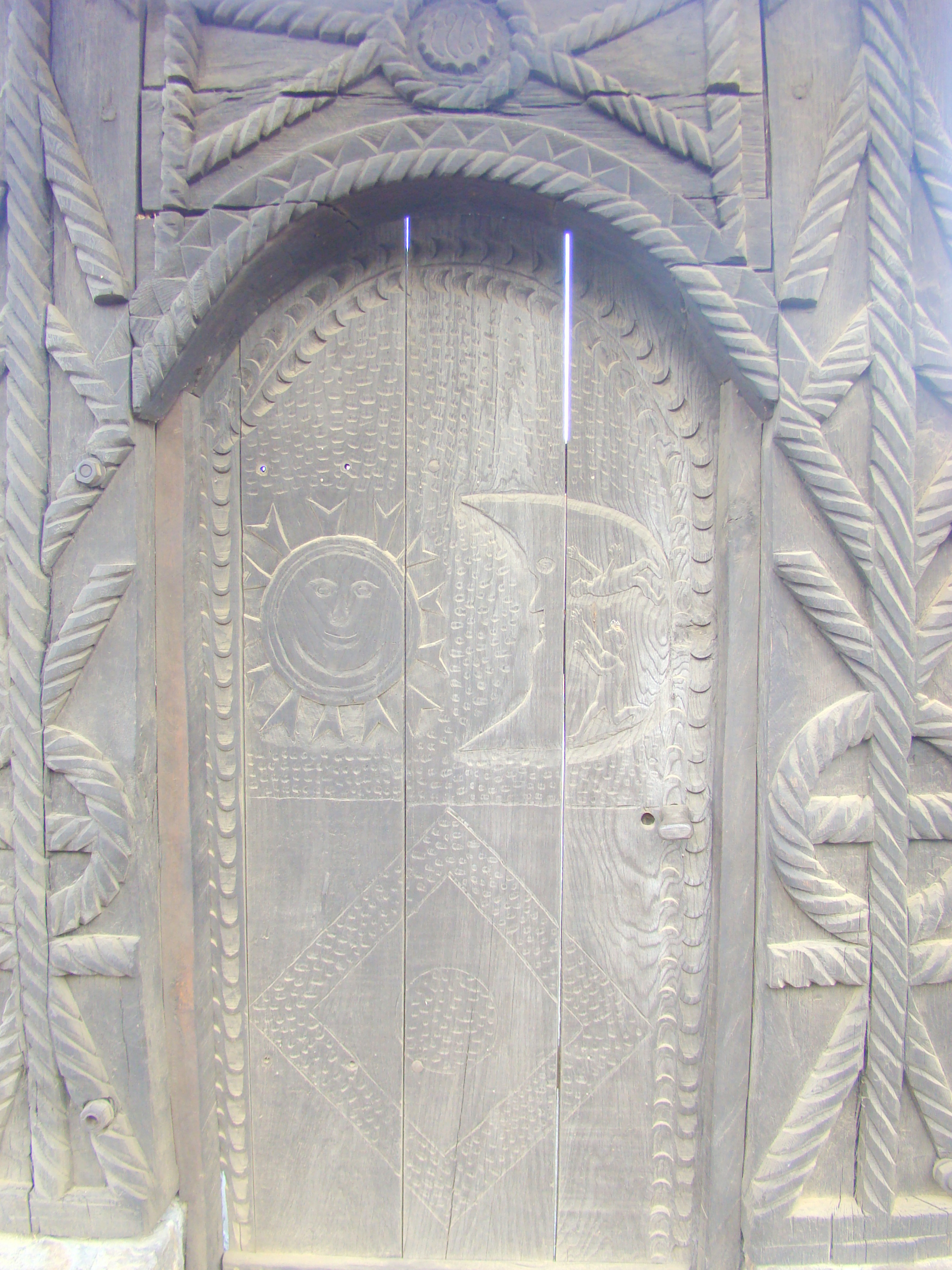
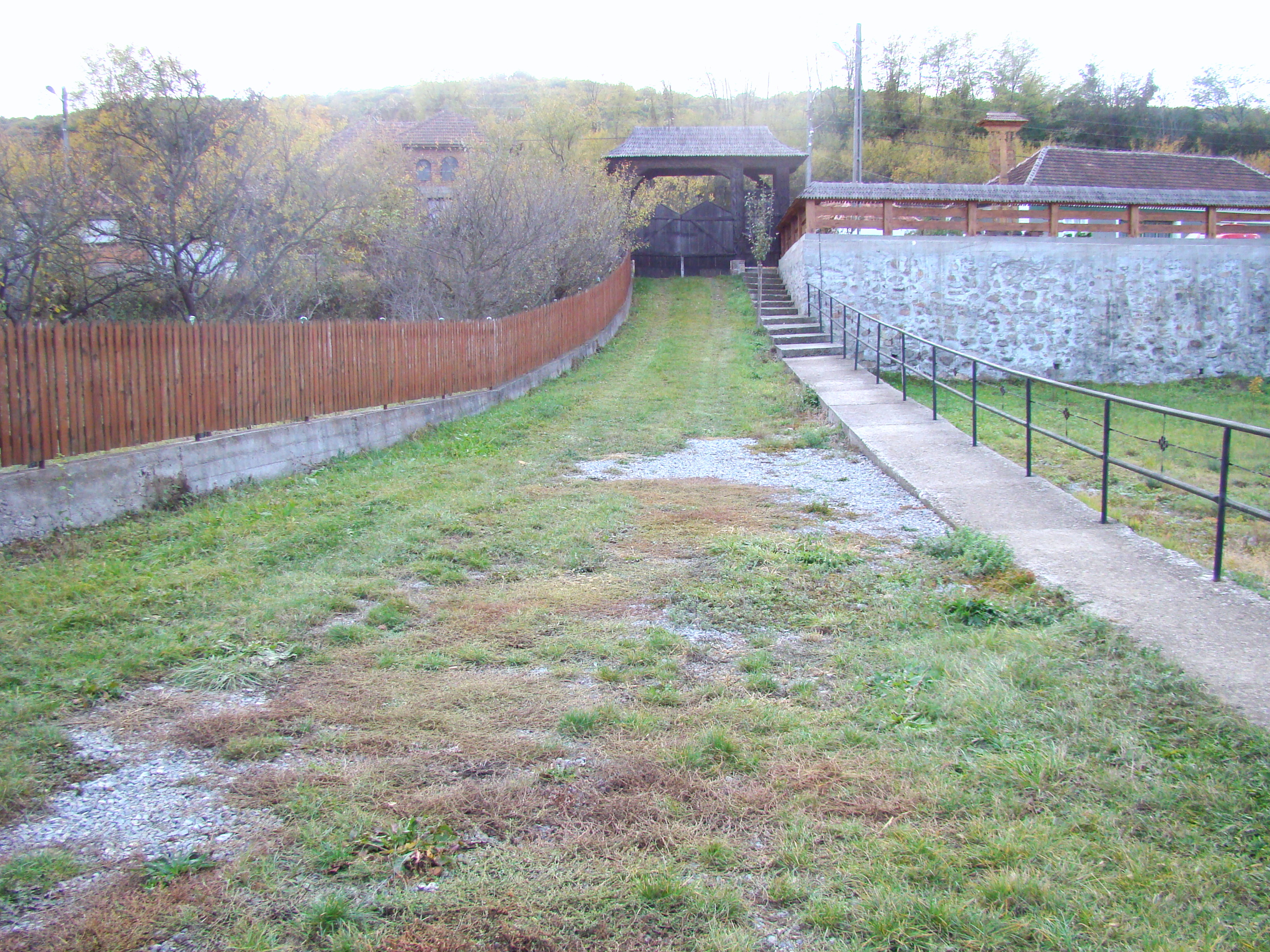
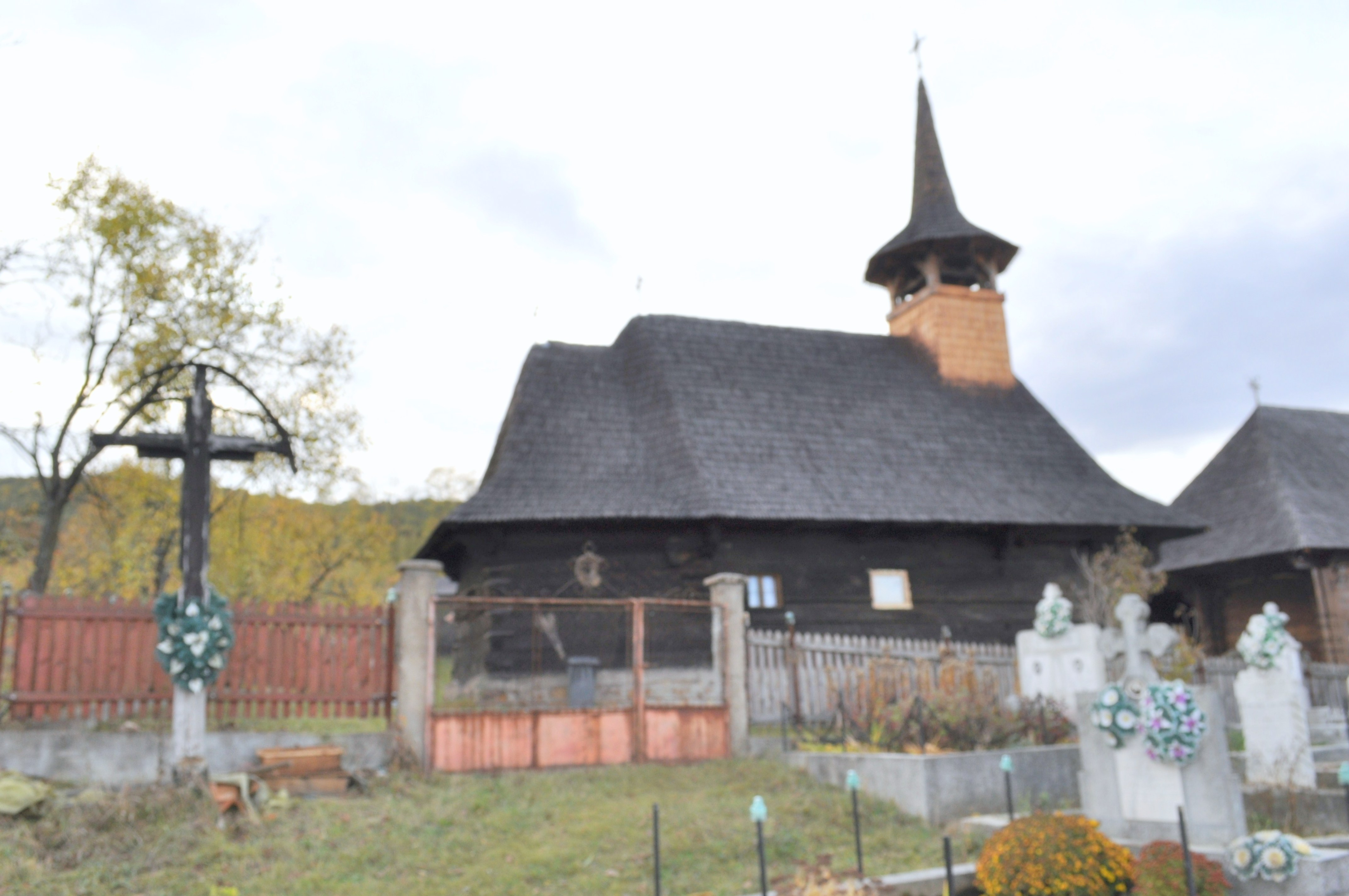
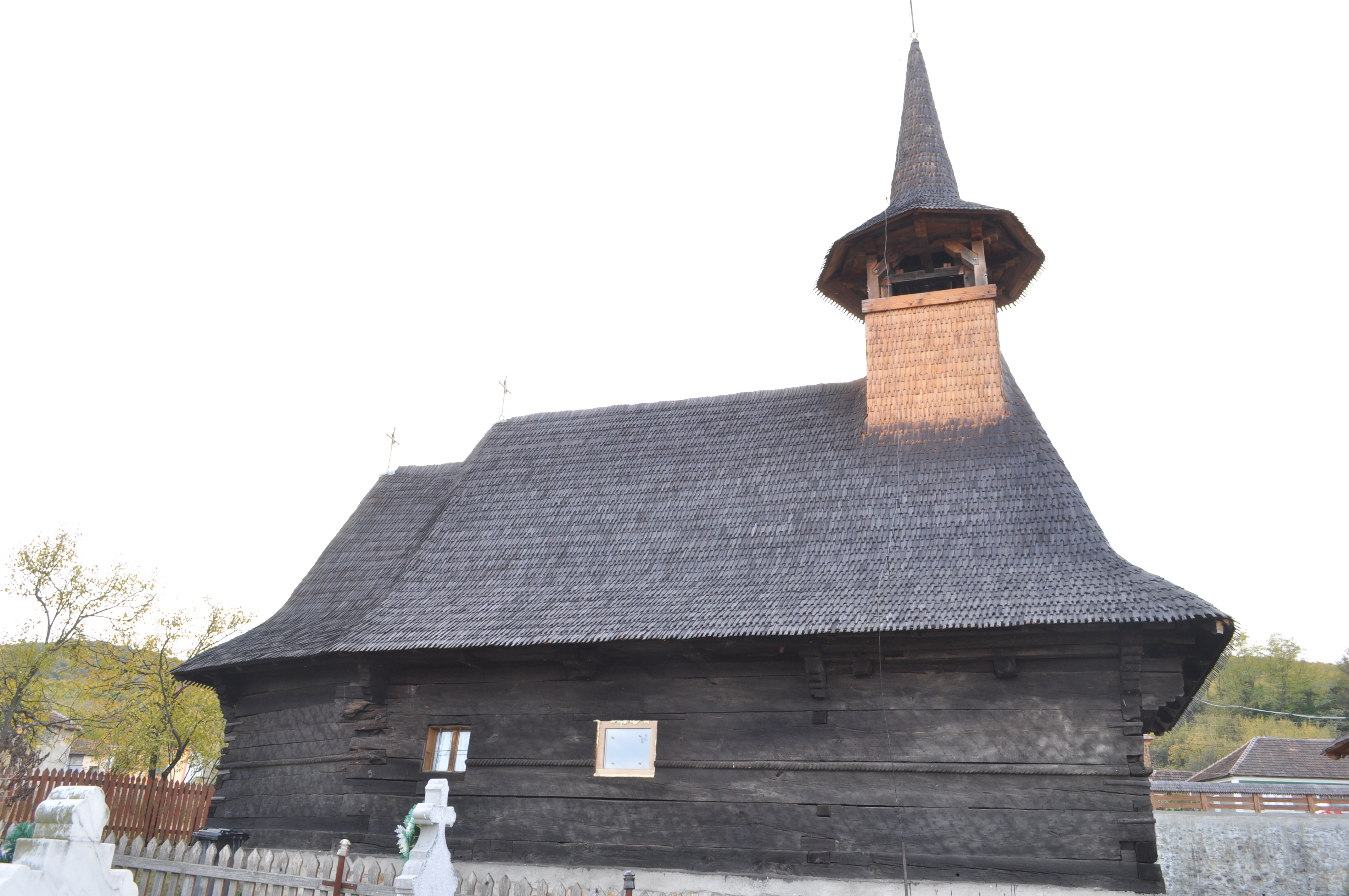
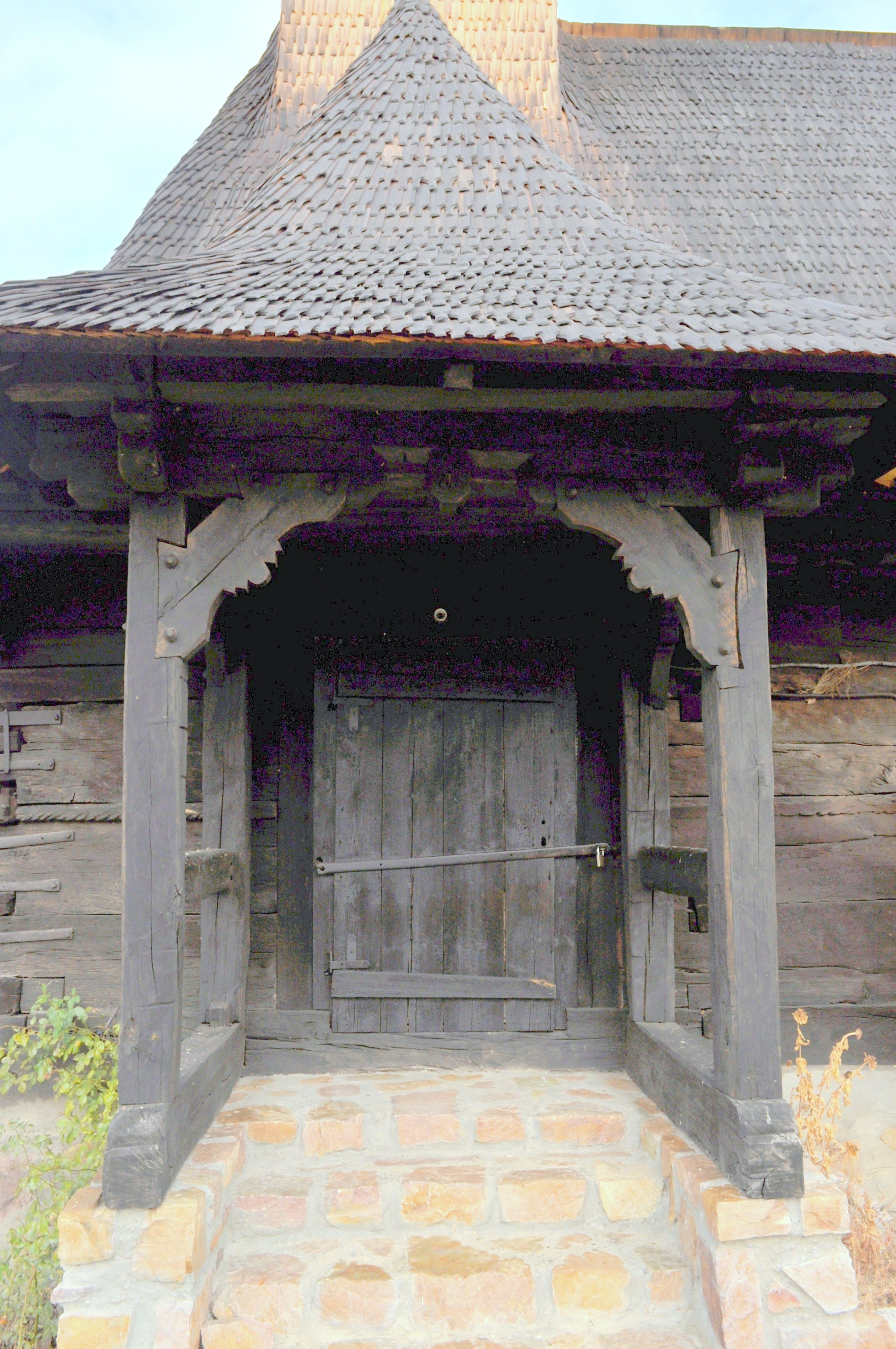
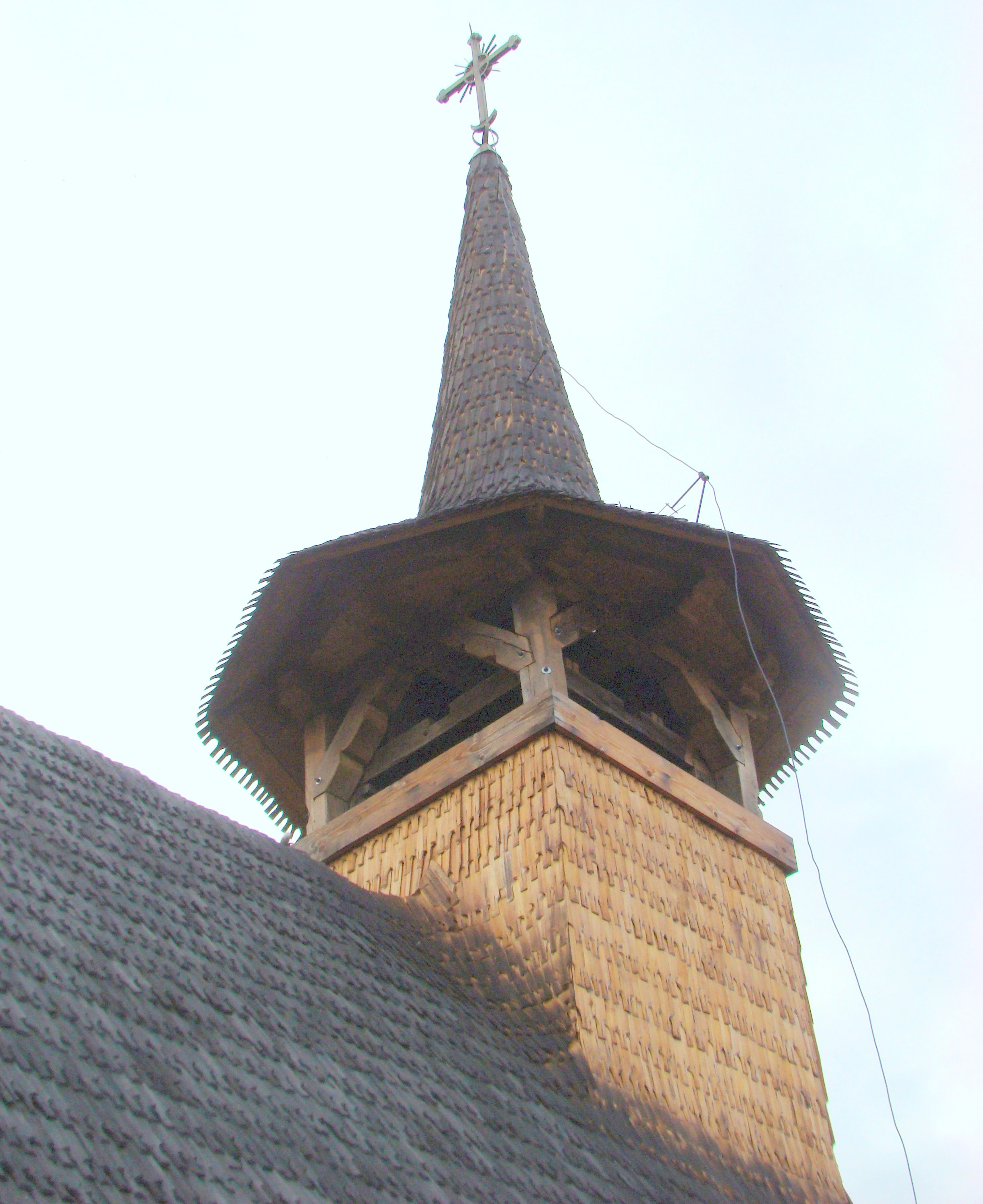
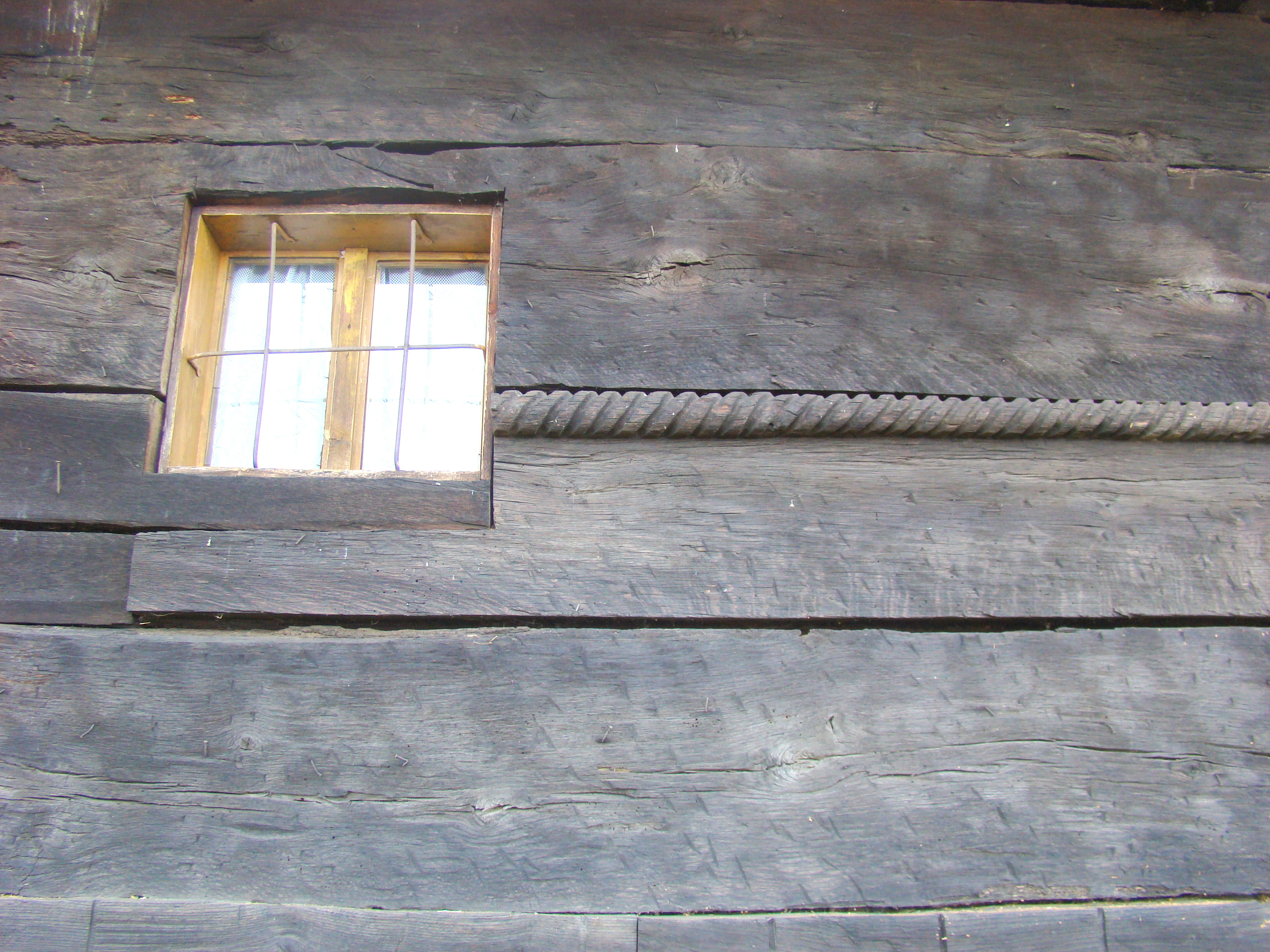
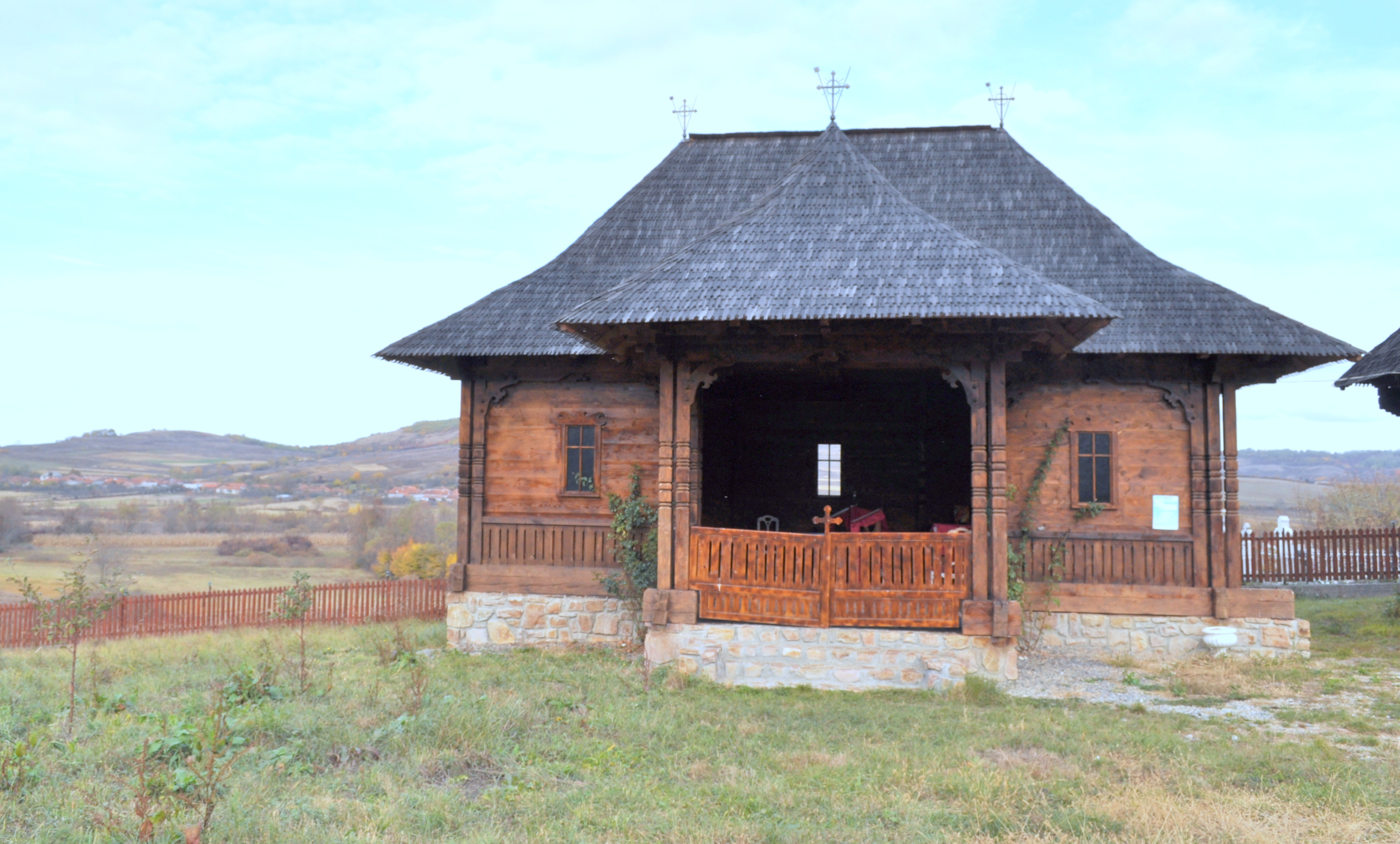
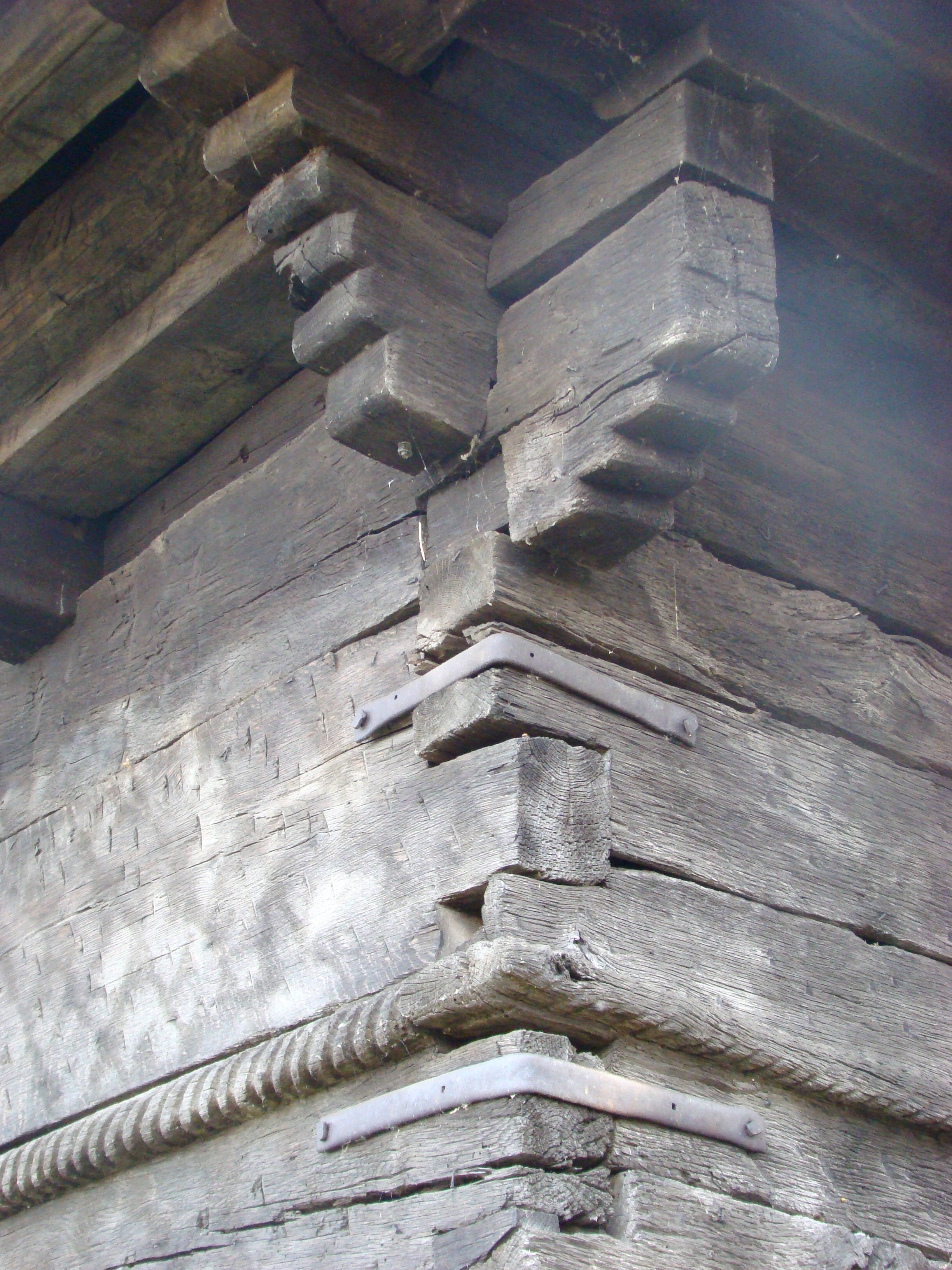
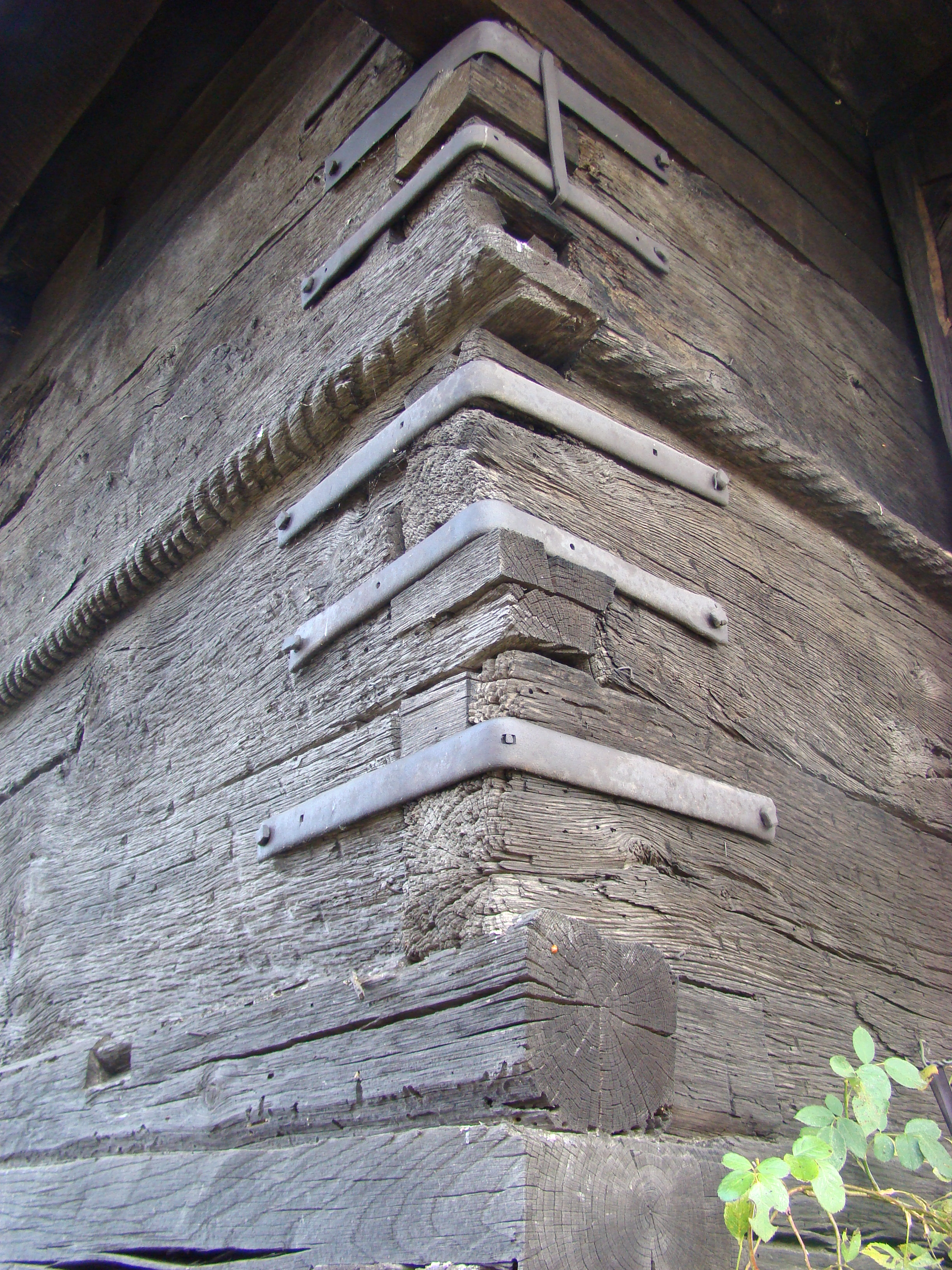
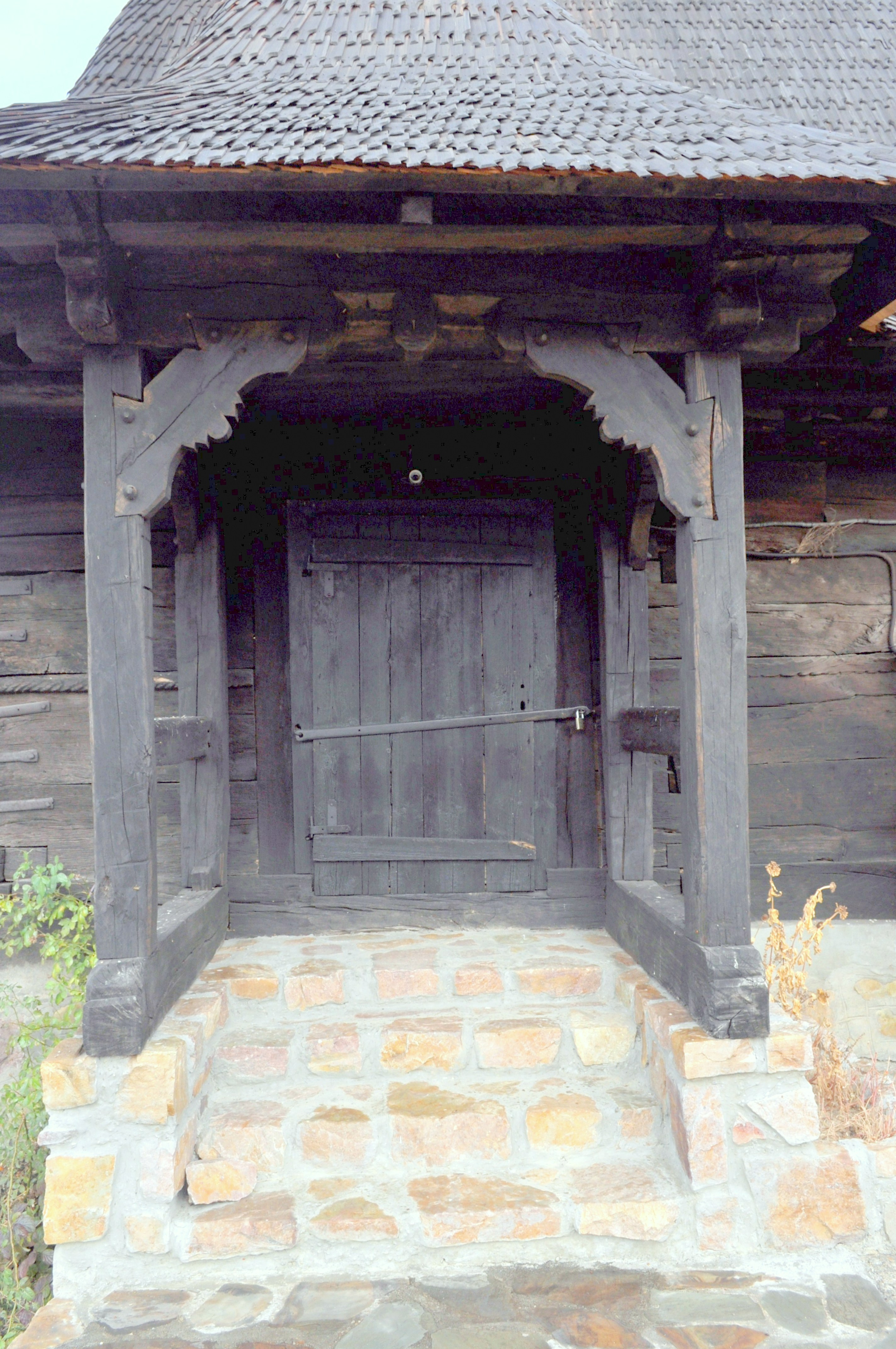
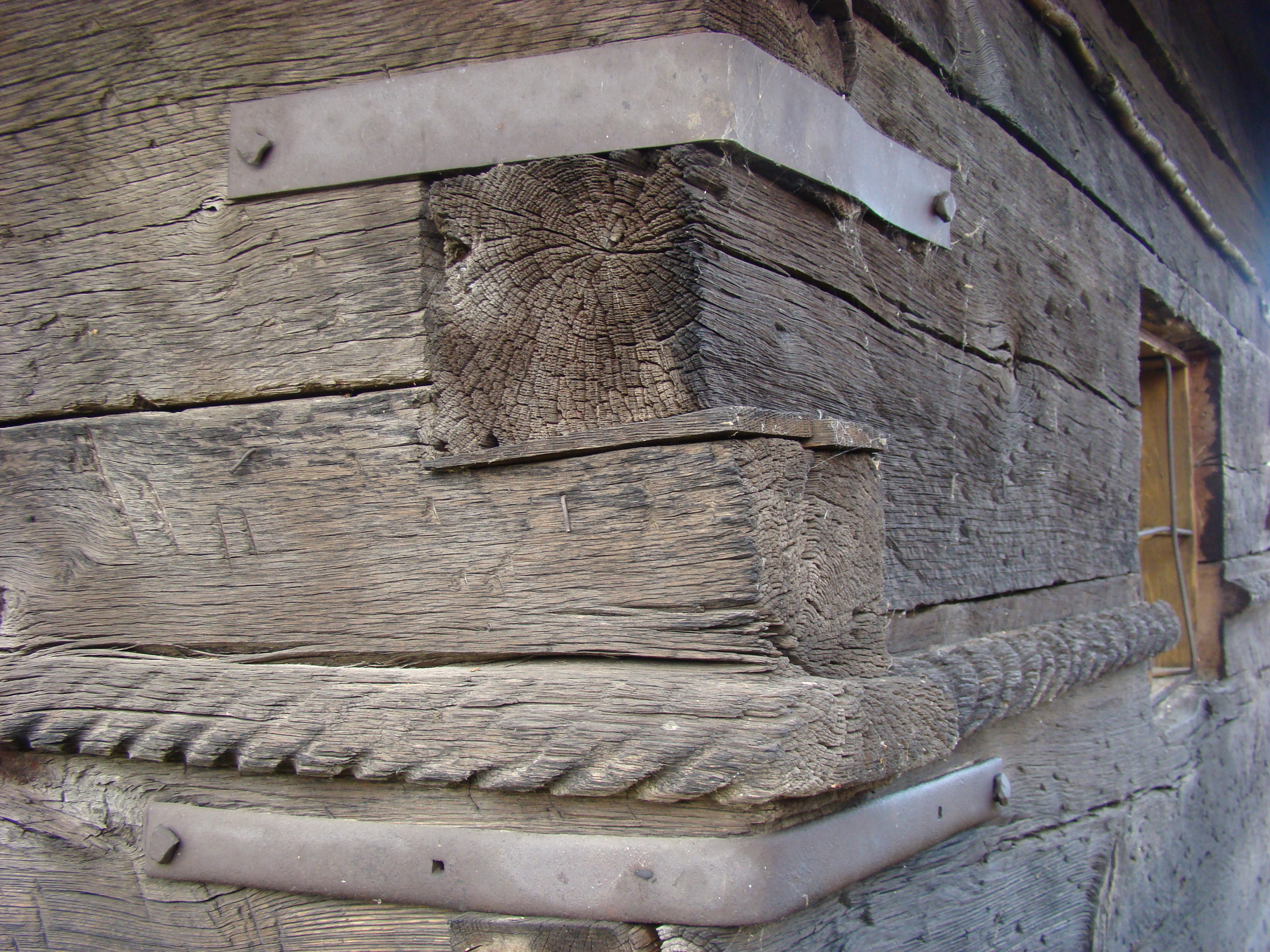
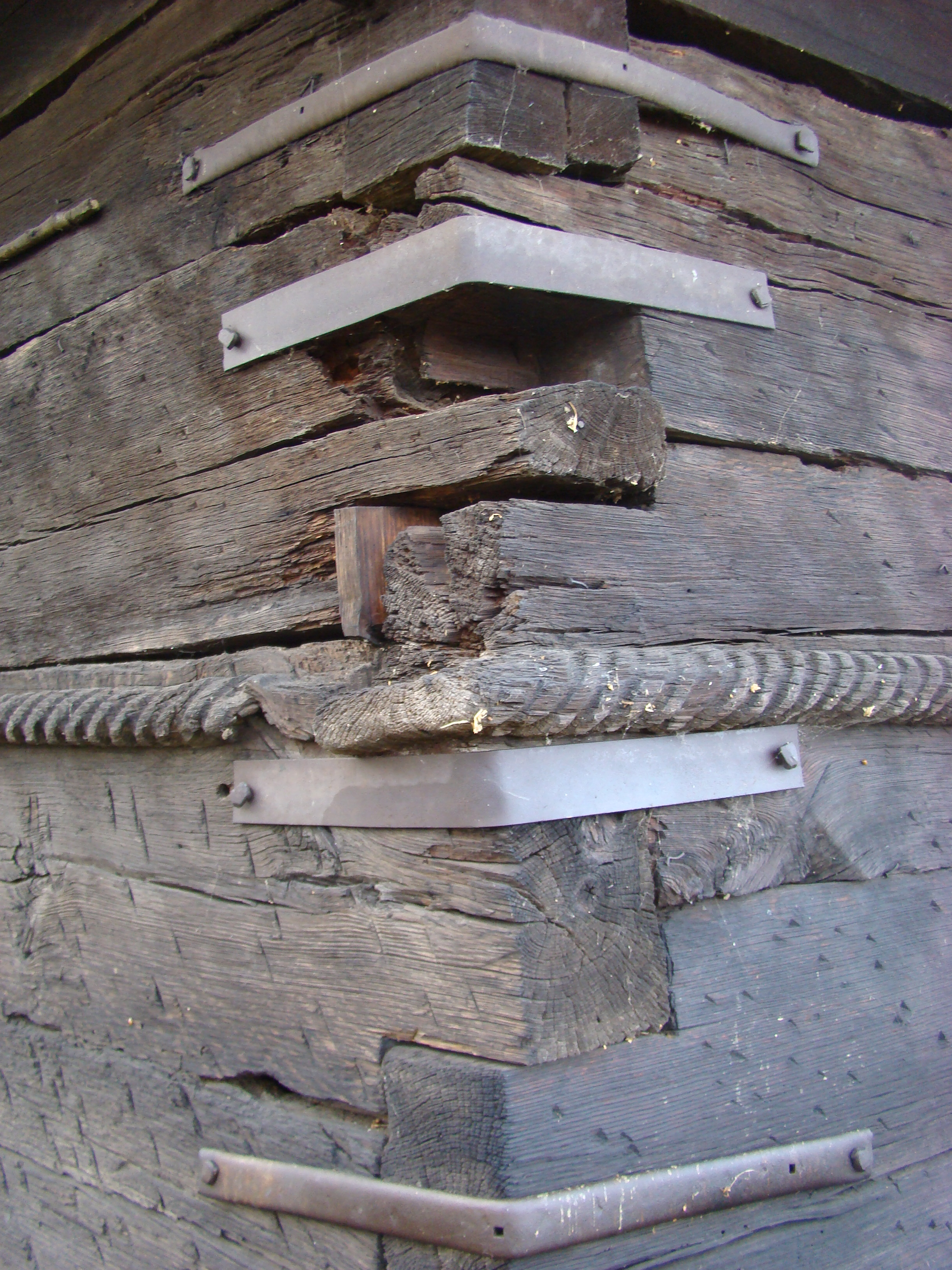
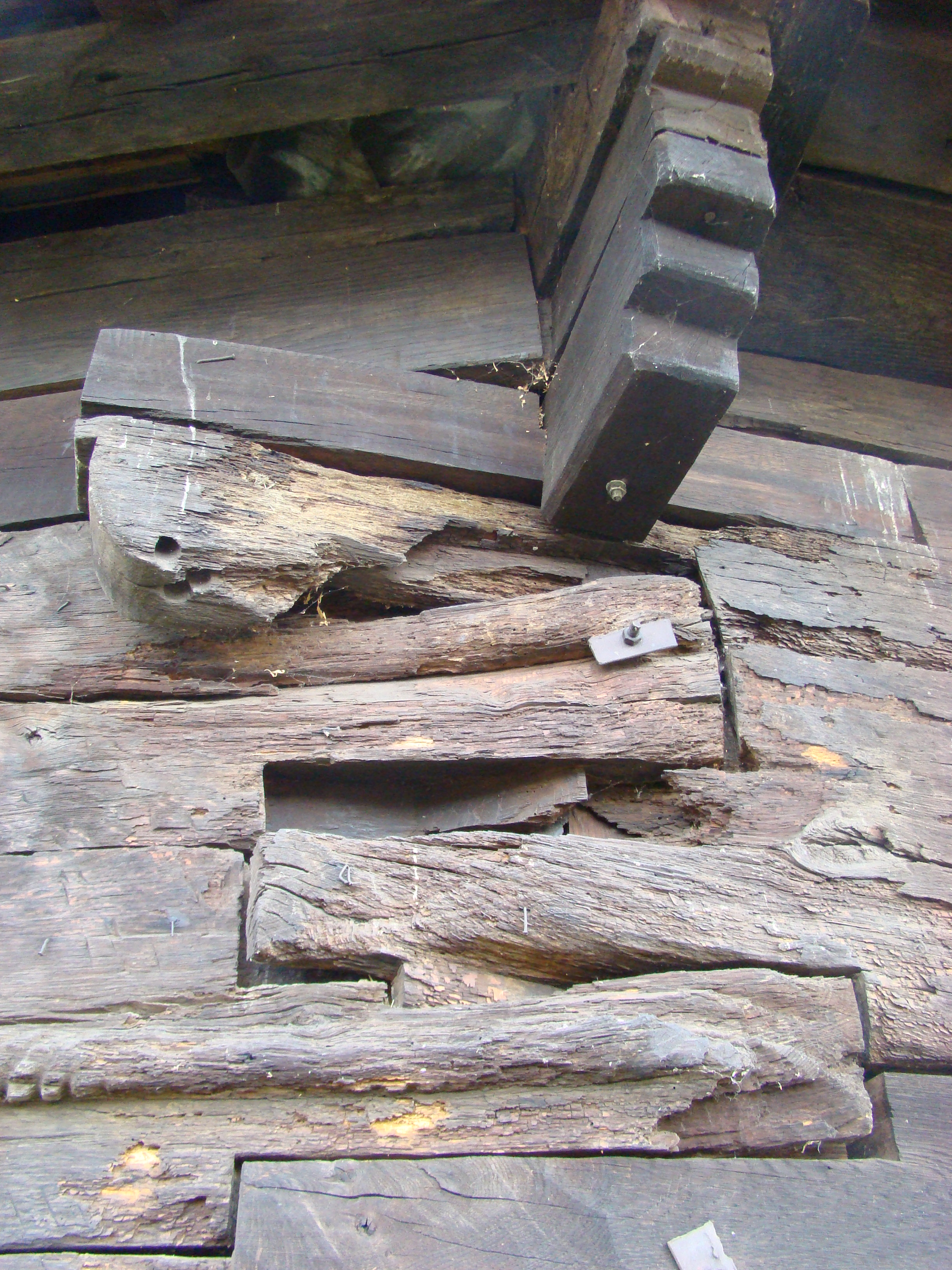
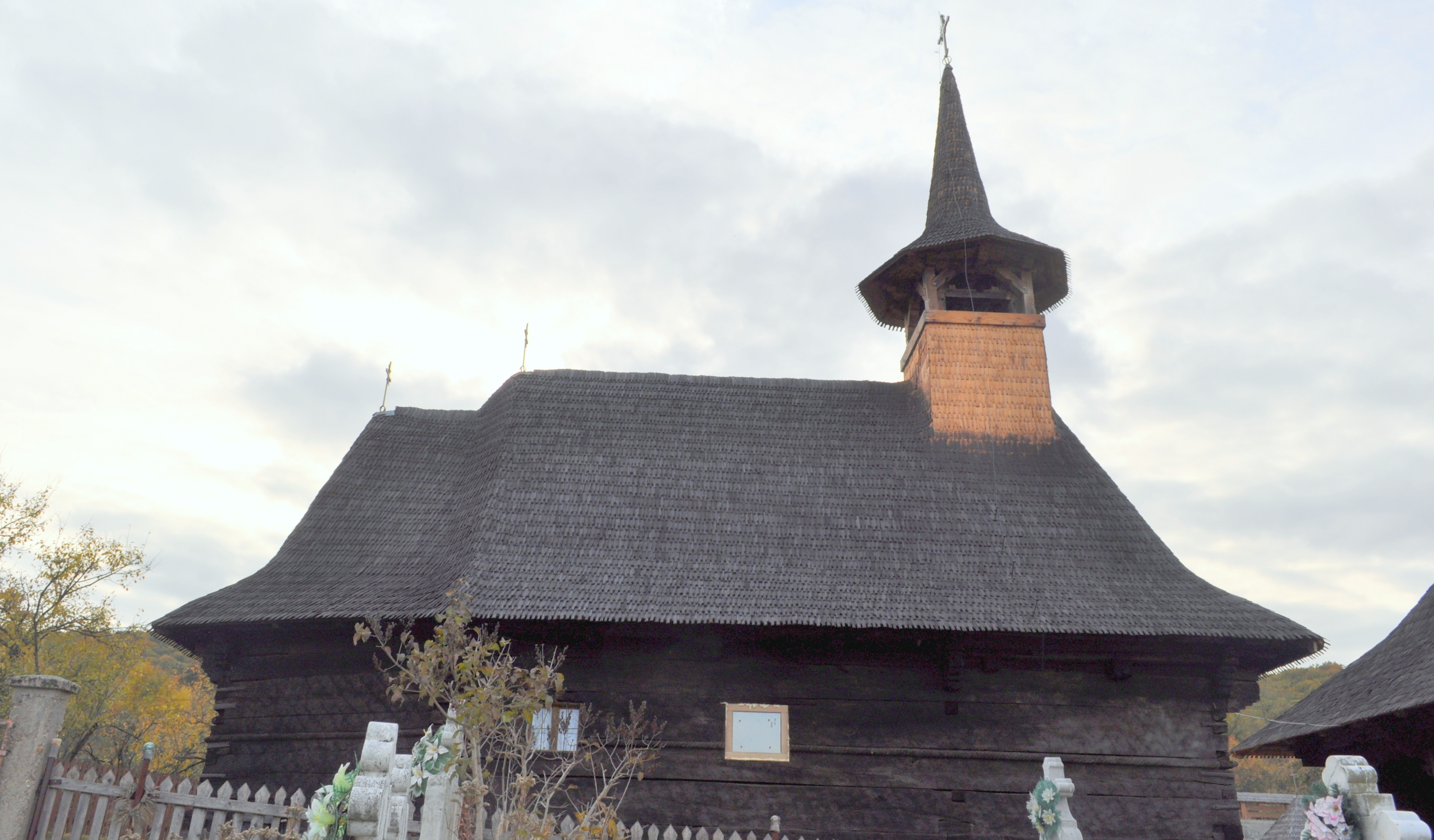

## Imagini din interior

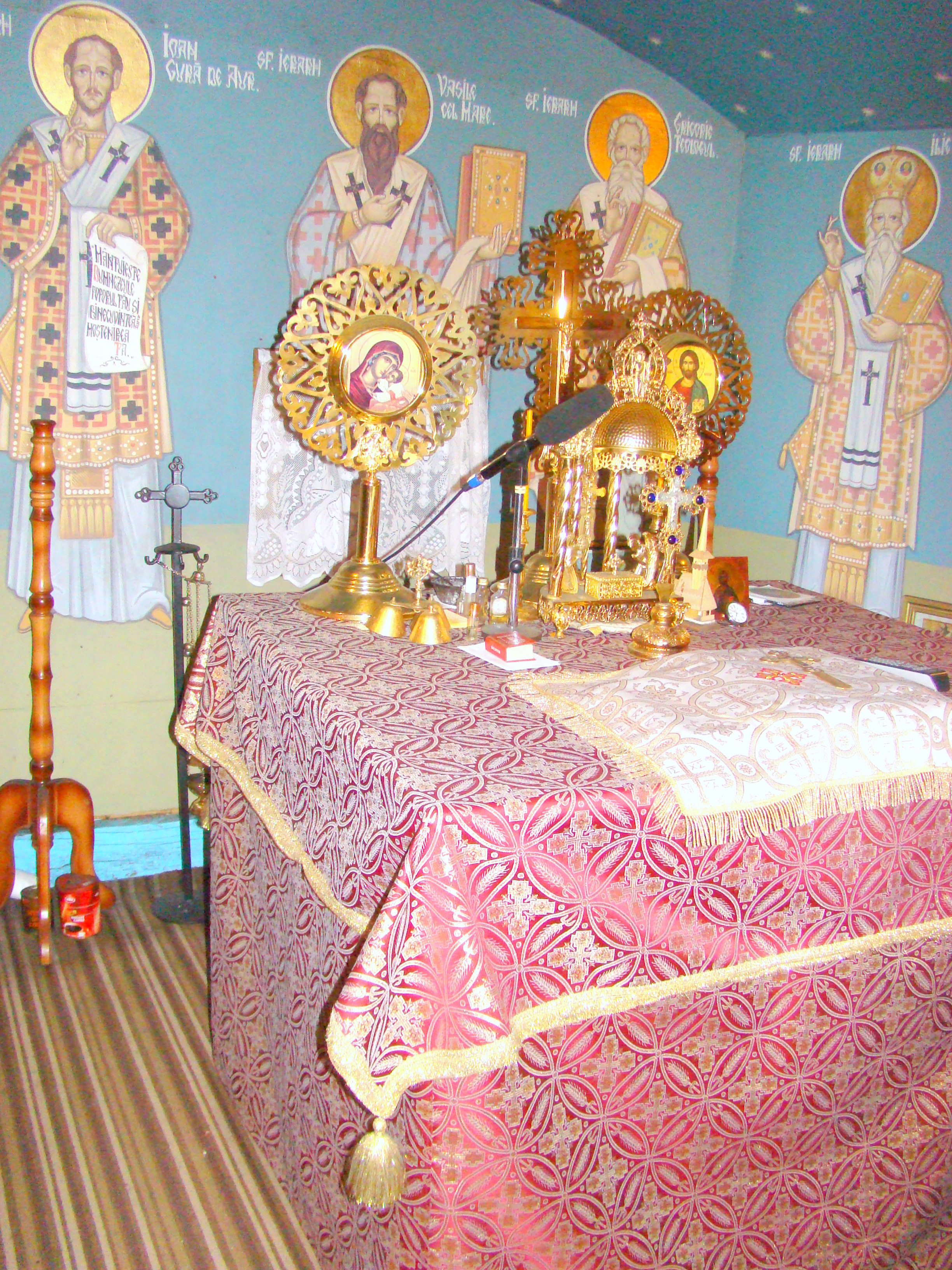
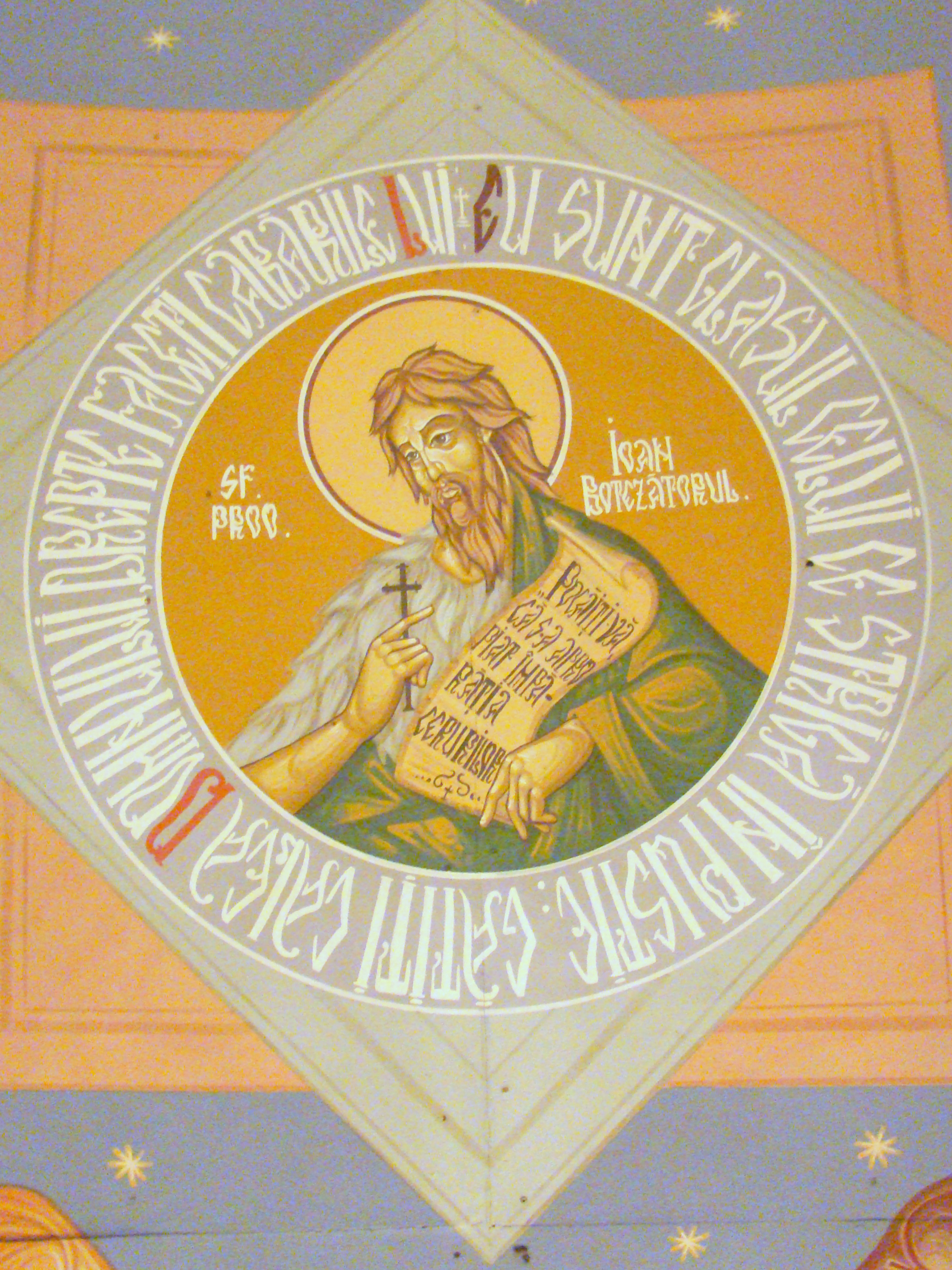
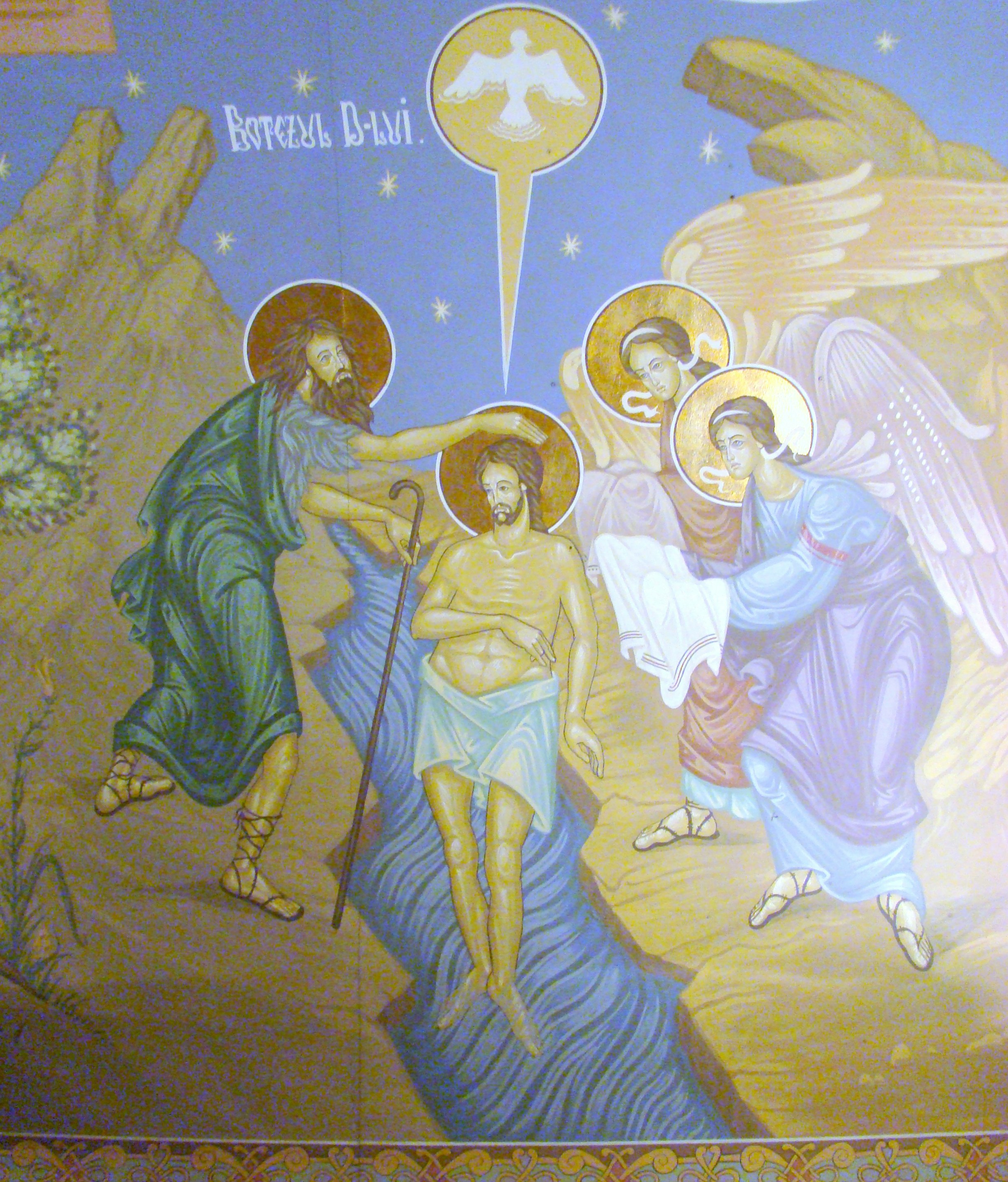
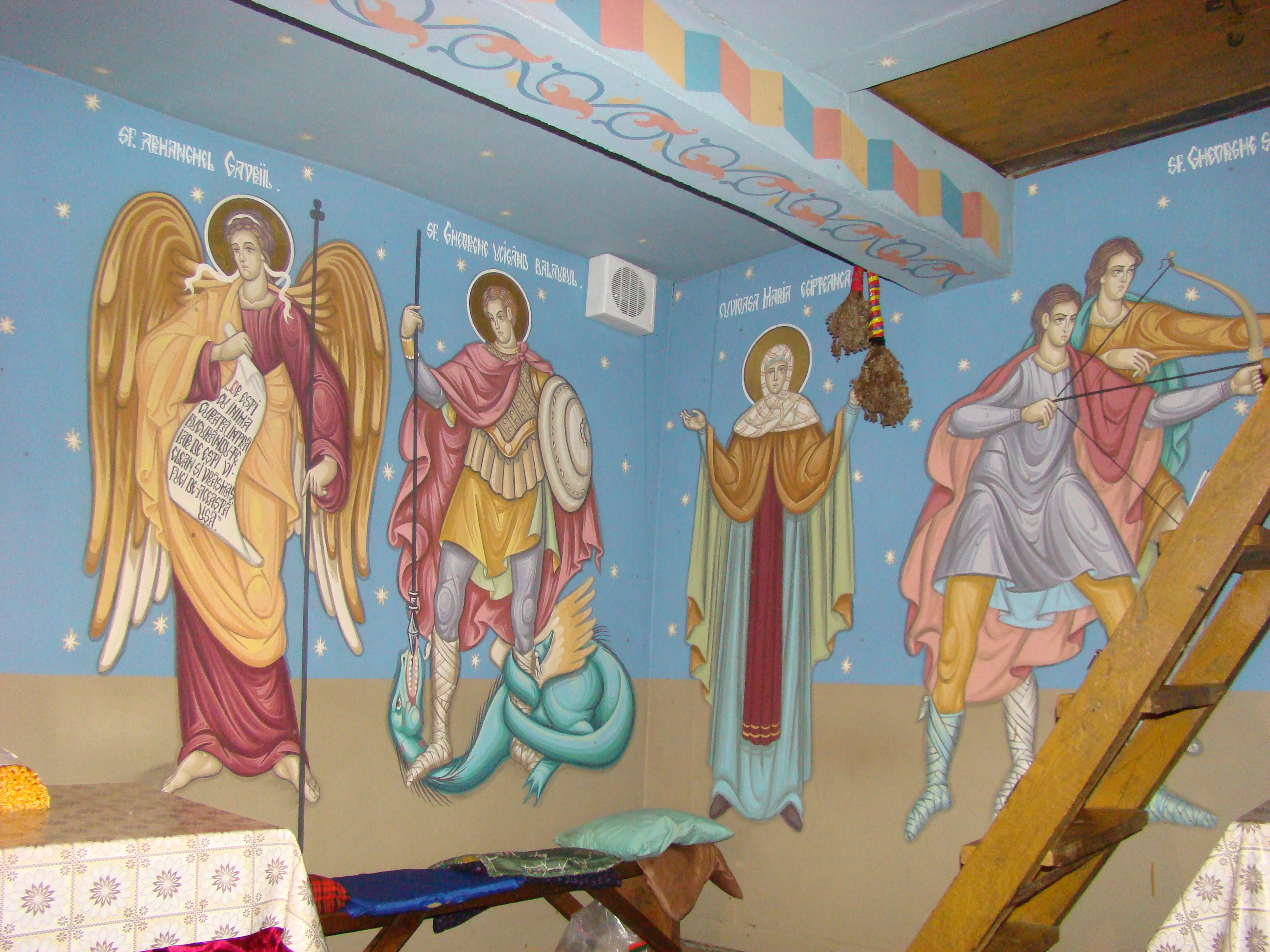
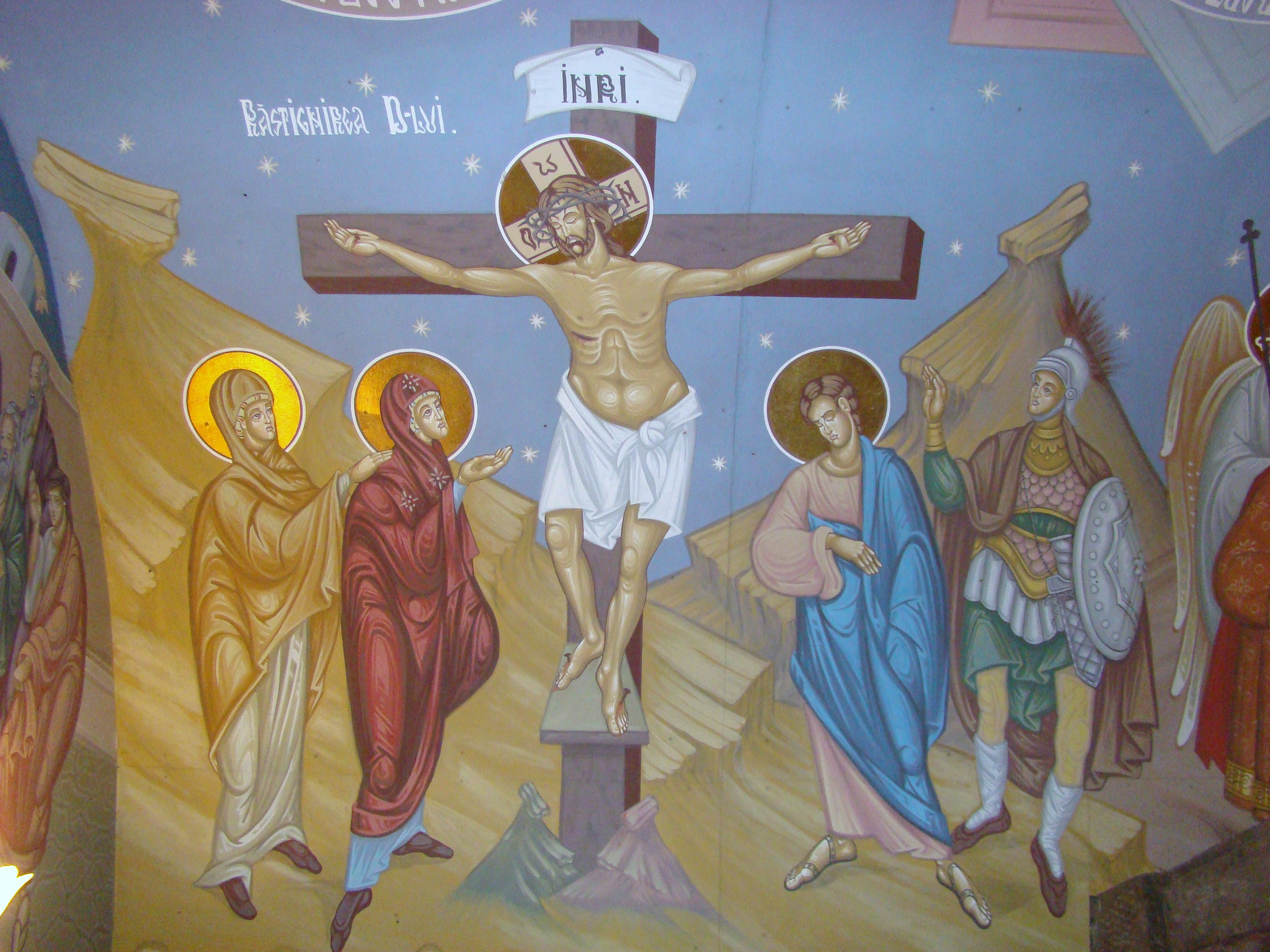
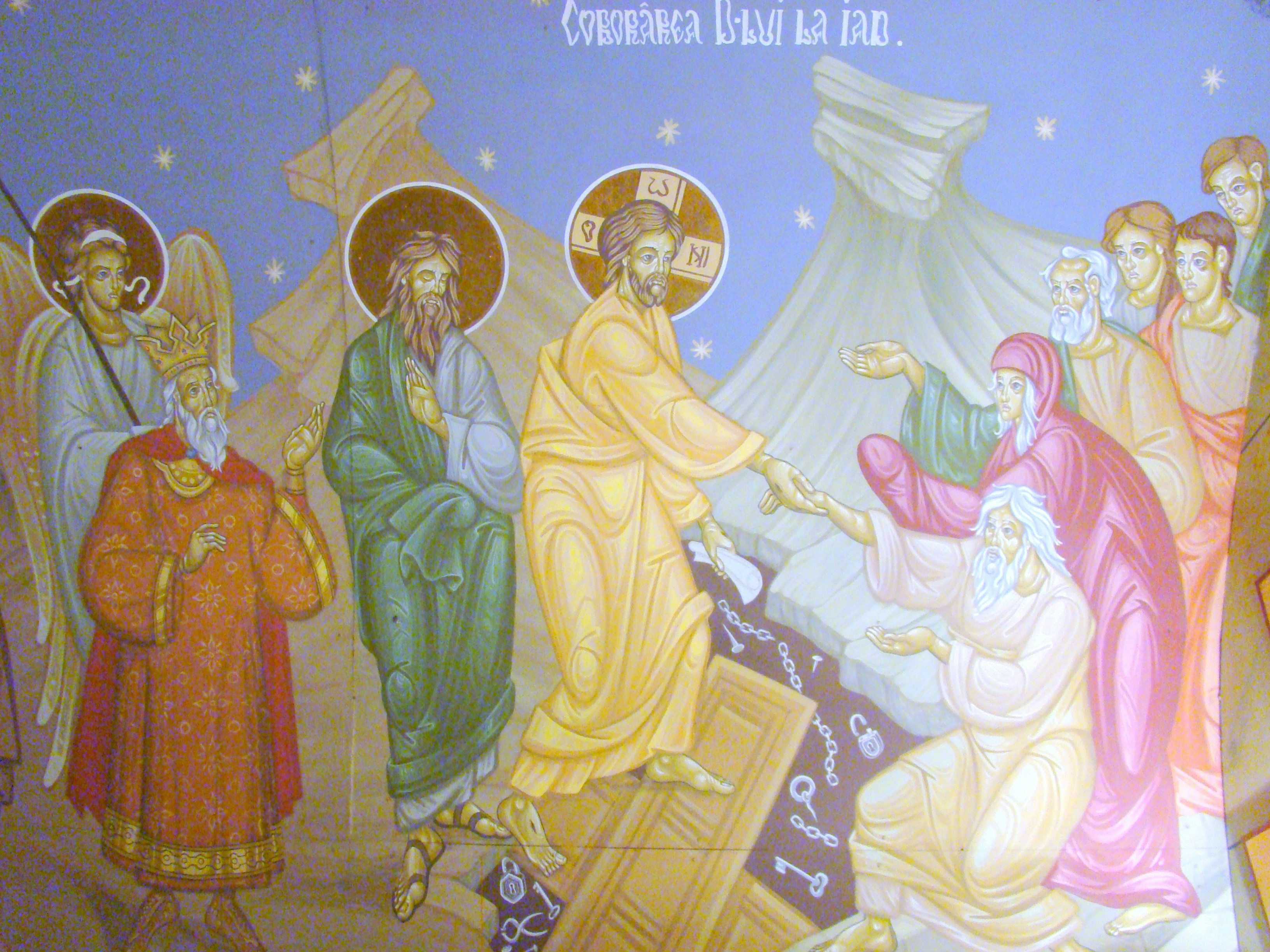
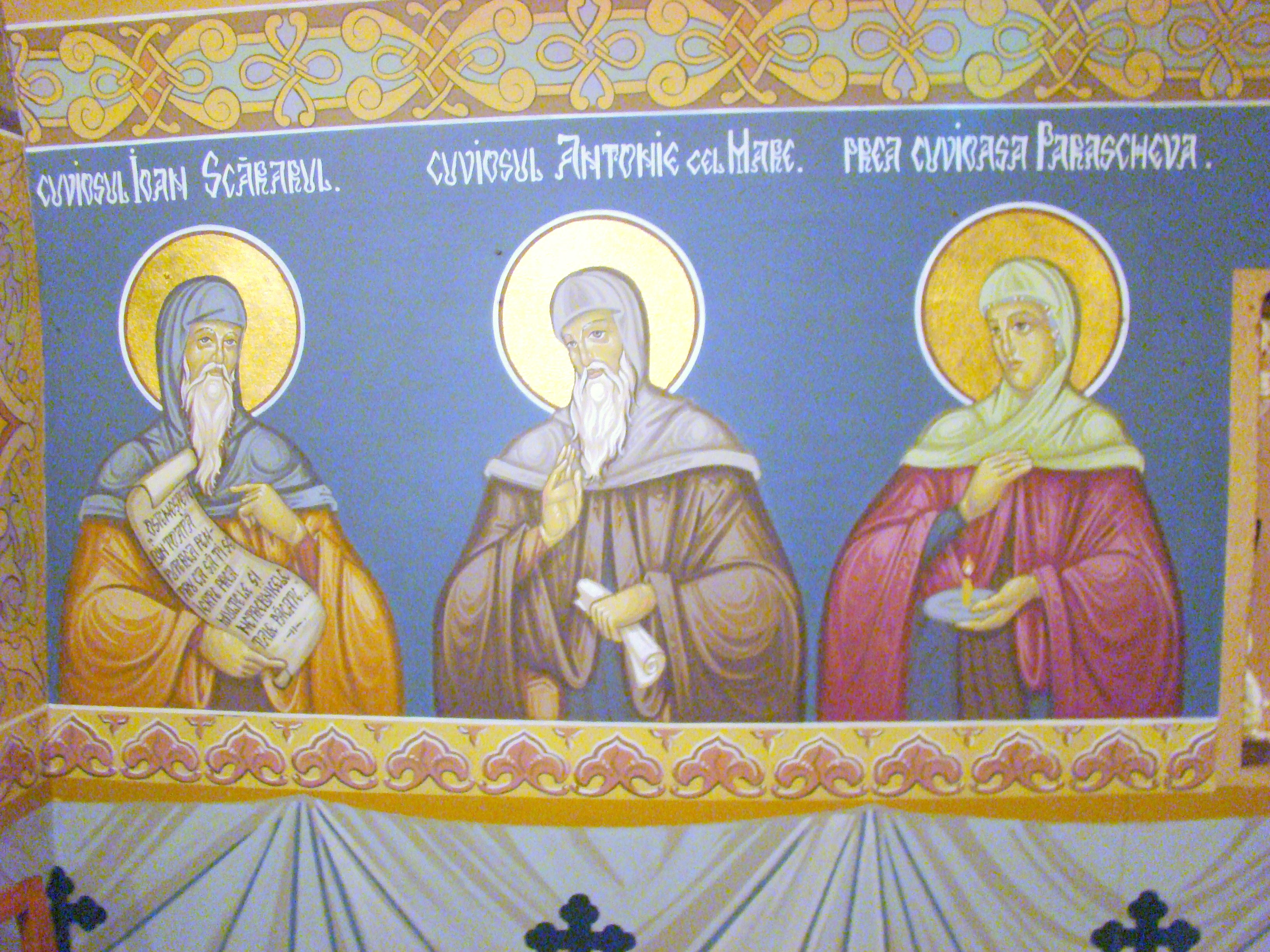
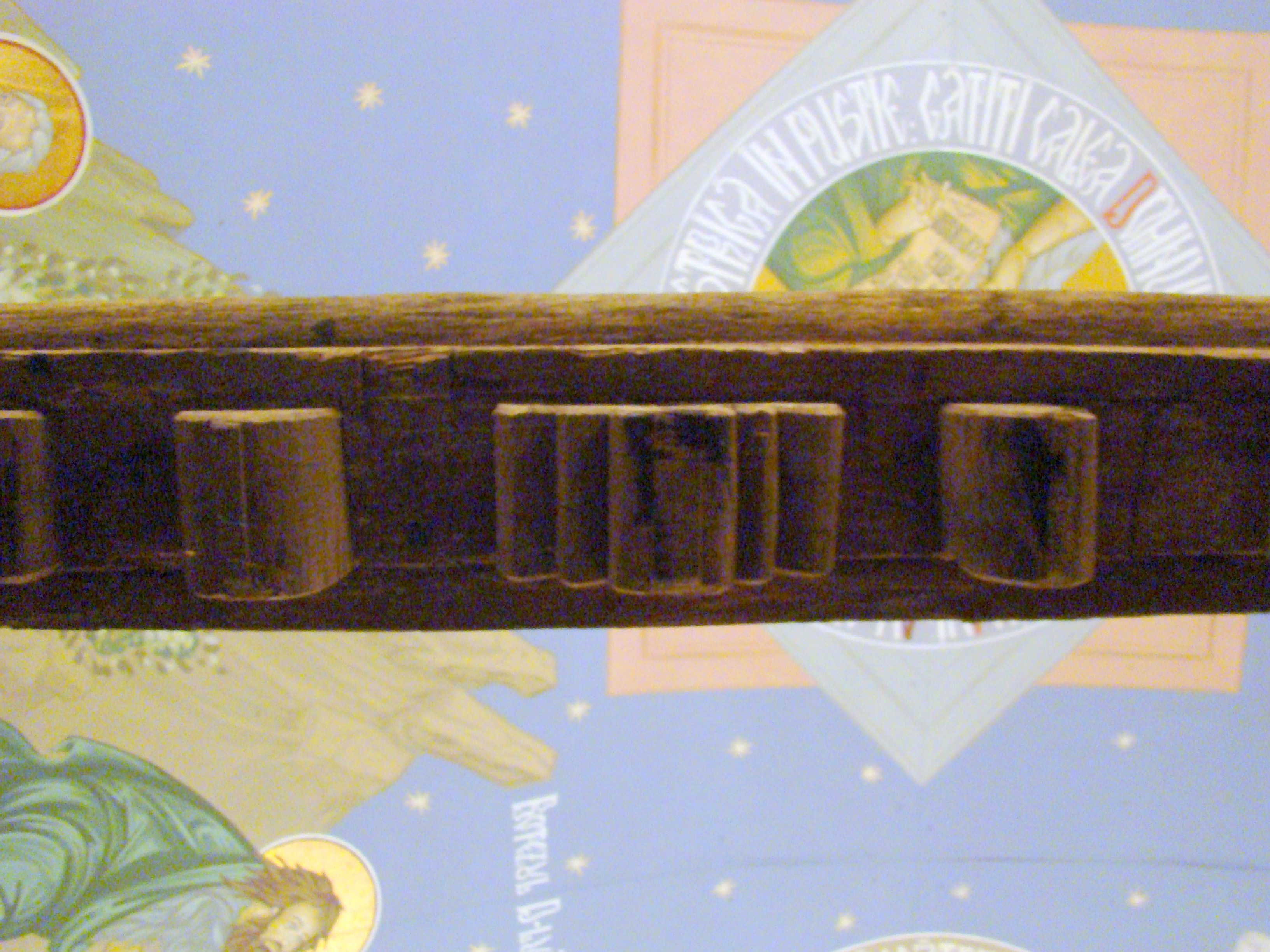
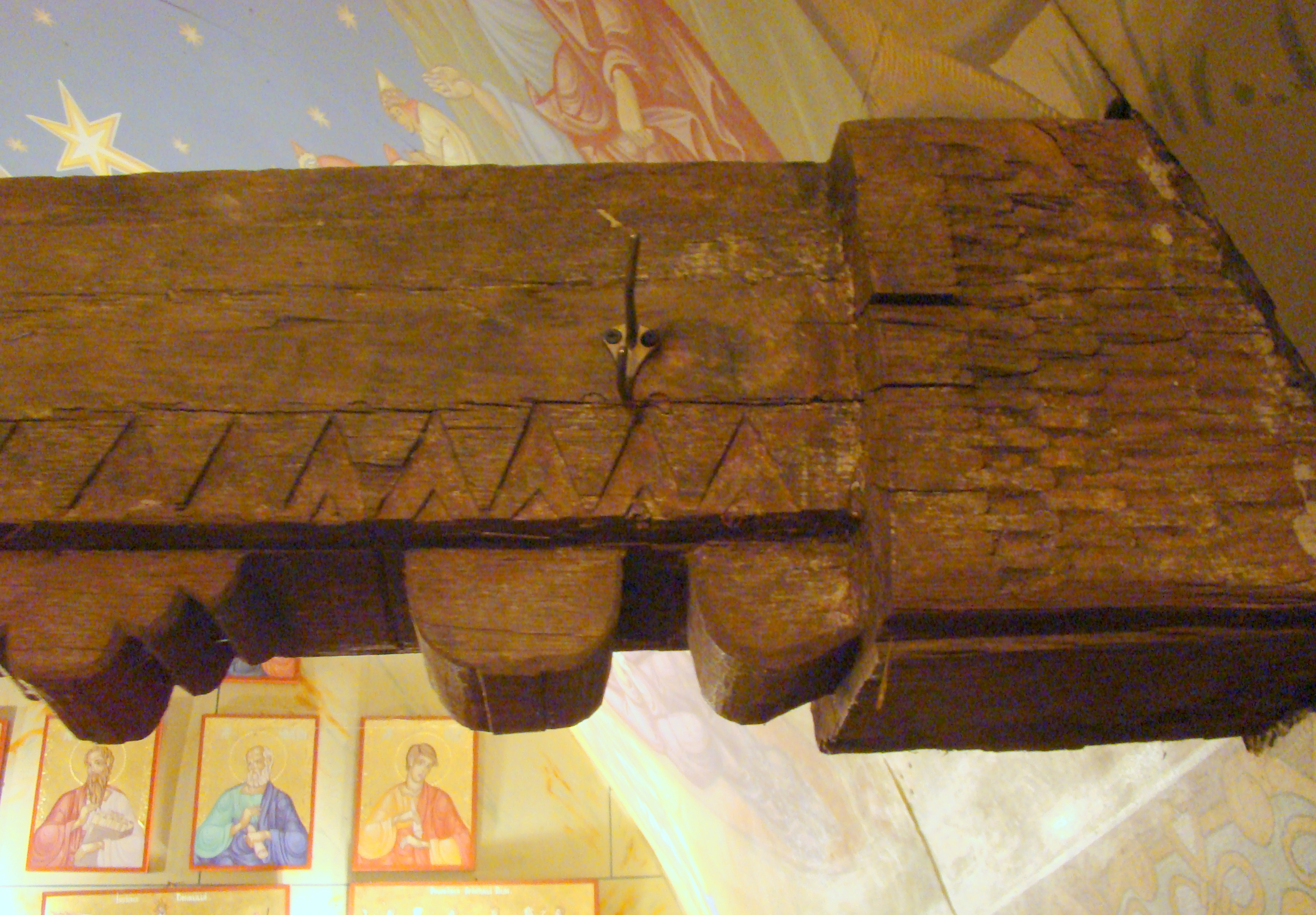
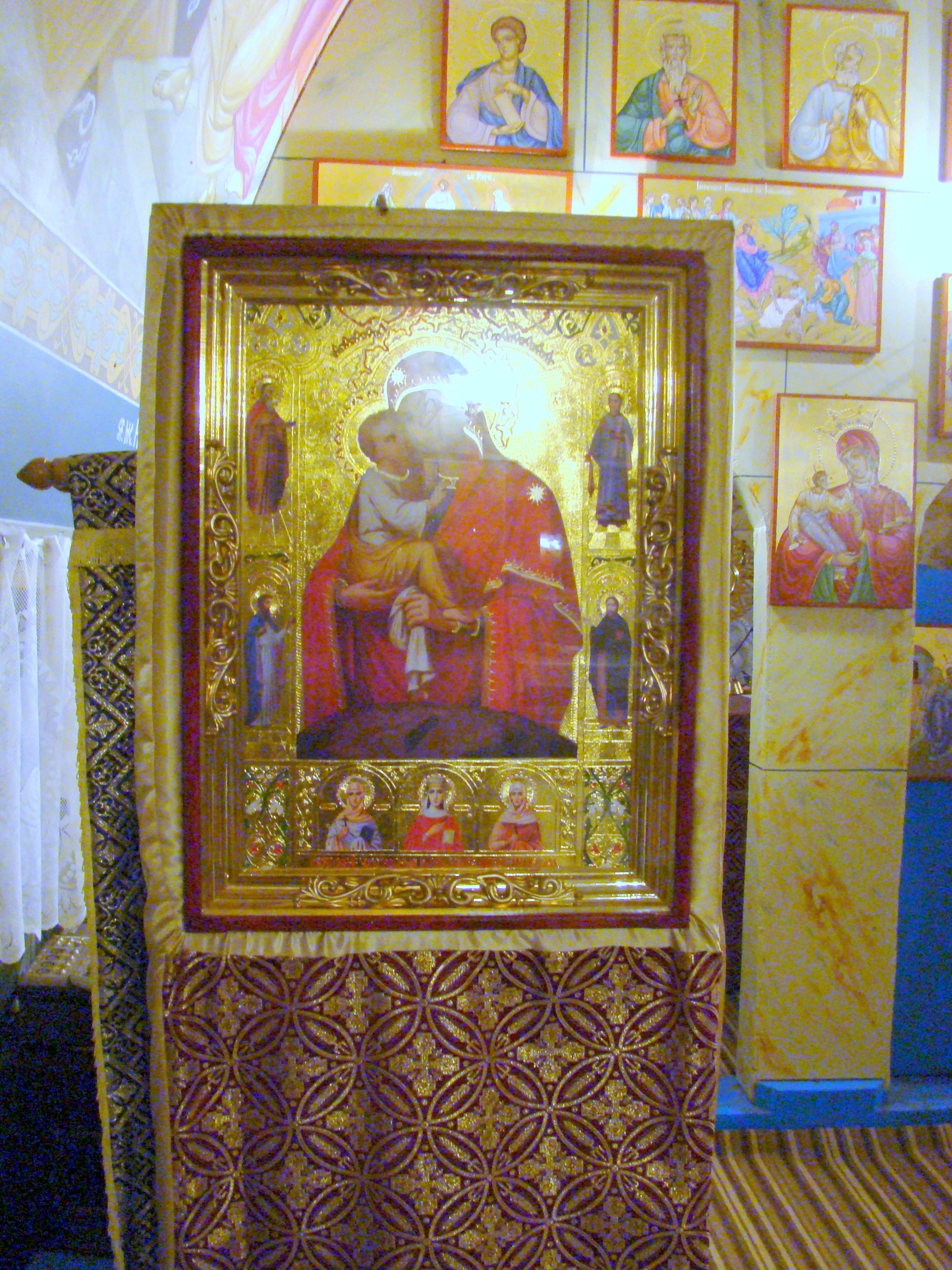
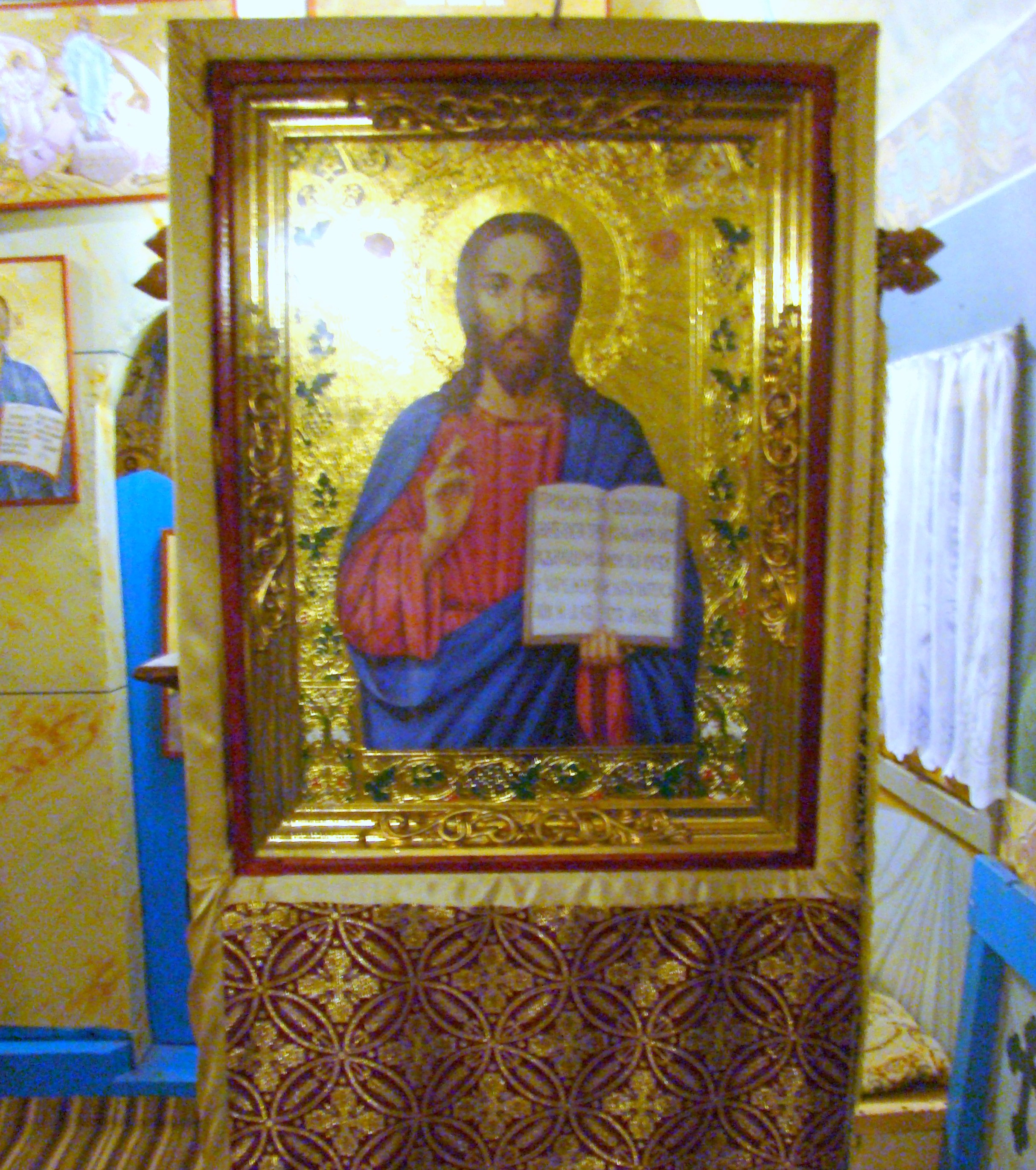
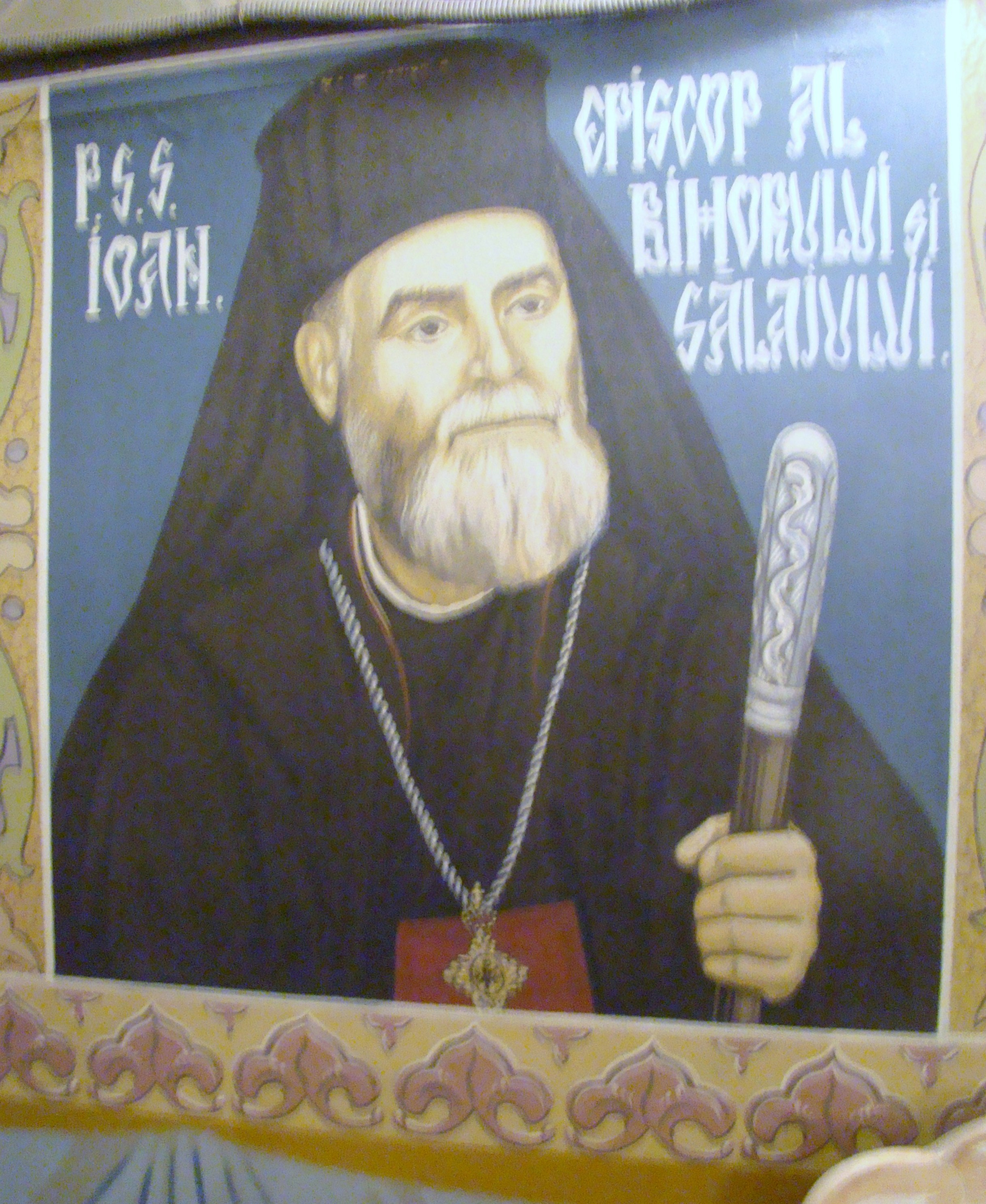